# Widerstand gegen den Nationalsozialismus

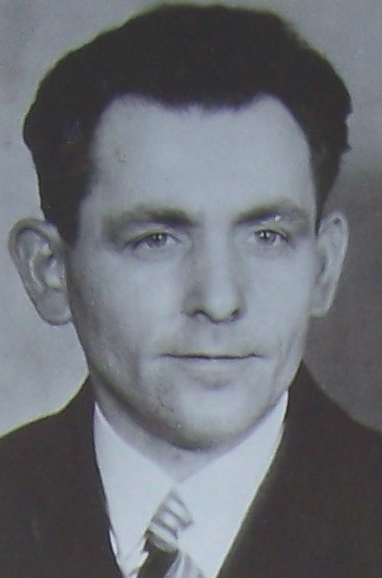
Der Hitler-Attentäter Georg Elser (1939)

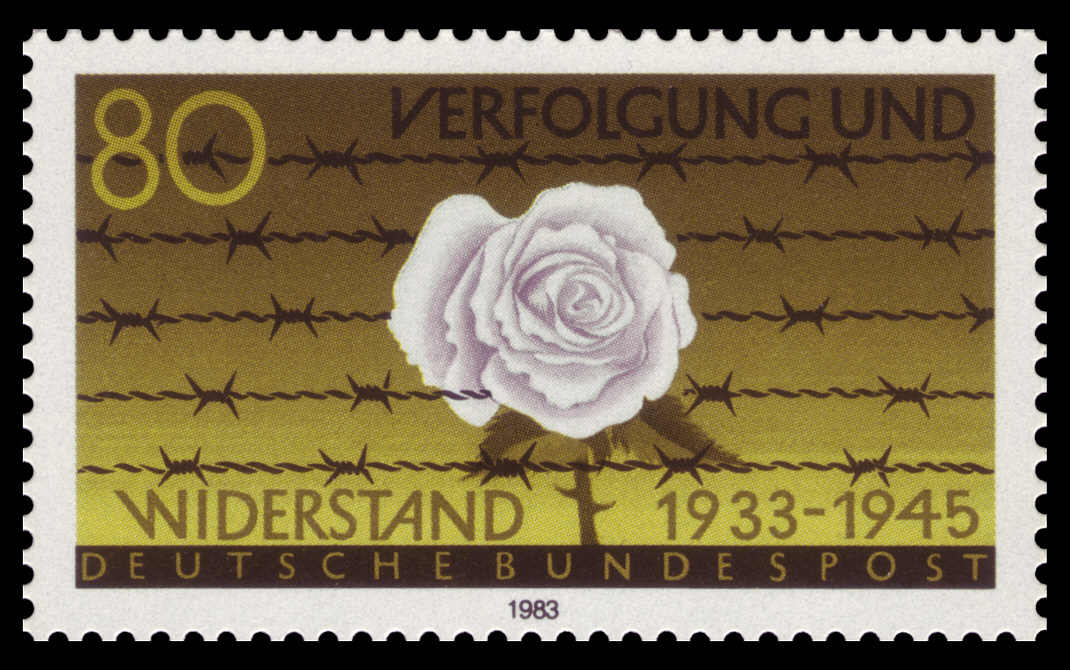
Die Briefmarke „Verfolgung und Widerstand 1933–1945“ der Deutschen Bundespost von 1983 symbolisiert das Thema mit einer von Stacheldraht umgebenen weißen Rose, dem Kennzeichen der gleichnamigen studentischen Widerstandsgruppe

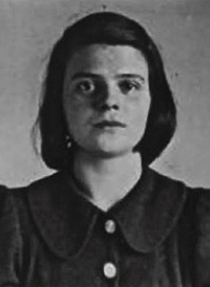
Foto von Sophie Scholl aufgenommen von der Gestapo, 18. Februar 1943

Als Widerstand gegen den Nationalsozialismus wird der Widerstand von Einzelpersonen, Gruppen und Institutionen bezeichnet, der im Gebiet des NS-Staates und in den von der Wehrmacht besetzten Staaten vor und während der Diktatur des Nationalsozialismus gegen das NS-Regime geleistet wurde.

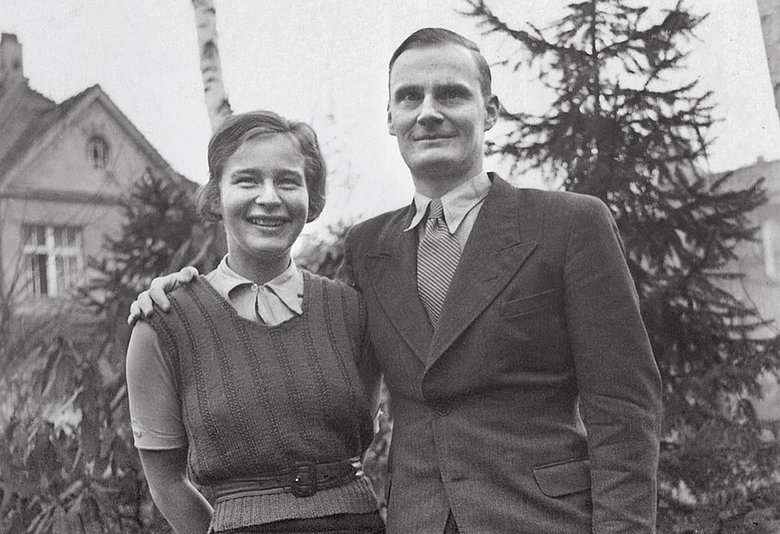
Harro und Libertas Schulze-Boysen (1935), Mitglieder der Roten Kapelle

## Überblick
„Widerstand gegen die NS-Diktatur ist eine Provokation, welche die Toleranzschwelle des nationalsozialistischen Regimes unter den jeweils gegebenen Umständen bewusst überschreitet, mit einer Handlungsperspektive, die auf eine Schädigung oder Liquidation des Herrschaftssystems abzielt.“

Widerstand gegen die NS-Diktatur wurde von Menschen und Widerstandsbewegungen mit unterschiedlicher Herkunft beziehungsweise weltanschaulicher Prägung und Motivation geleistet. Solchen Widerstand gab es im gesamten Herrschaftsbereich des Nationalsozialismus; in den im Zweiten Weltkrieg durch das Deutsche Reich besetzten Gebieten nahm die Widerstandsbewegung große Ausmaße an. In Polen entstand die Polnische Heimatarmee und in Frankreich die Résistance. Zum Partisanenkrieg kam es vor allem in den besetzten Gebieten der Sowjetunion und in den Balkanstaaten Serbien, Kroatien, Slowenien, Albanien und Griechenland. Die politischen Vorstellungen der widerständigen Gruppierungen in den besetzten Gebieten waren sehr unterschiedlich (zum Beispiel in Italien die Strömungen der Resistenza bzw. der Andreas-Hofer-Bund), aber sie kämpften jahrelang nebeneinander gegen die Deutschen und das NS-System. Im Deutschen Reich selbst gab es „keine einheitlich auftretende und handelnde deutsche Widerstandsbewegung“. Die Widerstandsaktionen waren auch dort zum Teil unkoordinierte Einzelaktionen, wie zum Beispiel beim Attentat Georg Elsers im Bürgerbräukeller, zum Teil professionell vorbereitet wie bei der Weitergabe von Informationen über NS-Rüstungsbetriebe an die Alliierten durch die Widerstandsgruppe rund um Heinrich Maier, bei der Roten Kapelle oder beim Attentat vom 20. Juli 1944.
Von den Alliierten wurde der Widerstand im Deutschen Reich selbst so gut wie nicht unterstützt. Eine solche Unterstützung hätte darin bestehen können, Städte mit bekannt gewordenen Widerstandsaktionen zu verschonen, also nicht durch alliierte Luftangriffe zu bombardieren. Anders war es in den besetzten Gebieten sowie in Österreich, wo das amerikanische OSS und das britische SOE lokale Widerstandsgruppen unterstützten und versorgten. Der NS-Staat verfolgte mit seinen Organen wie der Gestapo und dem SD innenpolitische Gegner und Widerstandsgruppen. Viele Widerstandskämpfer wurden verhaftet, inhaftiert, brutal gefoltert und getötet.
Schon vor der Machtübernahme der Nationalsozialisten entwickelte sich Widerstand verschiedener Gruppen. In der Zeit des Nationalsozialismus selbst beschränkte sich dann der – immer mit Lebensgefahr verbundene – Widerstand im Deutschen Reich auf eine kleine Minderheit der deutschen Bevölkerung, sei es aus politischen, religiösen oder ethisch motivierten Gründen. Grundsätzlich wird zwischen organisiertem und individuellem Widerstand unterschieden. Individueller Widerstand von Privatpersonen konnte sich auf die Verweigerung des Hitlergrußes beschränken. Es wurden aber auch Zwangsarbeiter mit Lebensmitteln versorgt, Flugblätter produziert, Verfolgte versteckt oder Attentate durchgeführt.
Ein Beispiel für organisierten Widerstand waren die aufgedeckten Pläne von Karl Burian, das Gestapo-Hauptquartier in Wien zu sprengen. Auch in Konzentrationslagern, Gefangenenlagern oder Arbeitslagern bildeten sich Widerstandsgruppen. Wenig beachtet wurde bisher der jüdische Widerstand. Verschiedentlich verweisen Historiker darauf, dass in einer Wertung des Widerstandes die Gefahr der Hierarchisierung bestehe. Sie sei aber nicht angemessen, betrachte man Umfang, Einsatz und Wirkung der unterschiedlichen Formen.

## Struktur des Widerstands im Deutschen Reich
In Deutschland waren bis 1934 alle Mittel der Verfassung zur Entmachtung Adolf Hitlers ausgeschaltet worden. Deshalb war, anders als bei Benito Mussolini in Italien, keine legale Absetzung Hitlers möglich.
Kurz nach der Machtergreifung der NSDAP waren vor allem kommunistische, sozialdemokratische und andere linke Gruppen aktiv. Diese wurden jedoch innerhalb weniger Jahre durch die Gestapo und die SS stark geschwächt. In den folgenden Jahren waren verstärkt religiös und ethisch motivierte Gruppen und Einzelpersonen aktiv. Zu einer umfassenden, staatsstreichartigen Widerstandsaktion war erst die Organisation um den 20. Juli fähig, die sich zu einem Großteil aus Funktionseliten des Dritten Reichs rekrutierte.
Teile der Wehrmachtführung und sogar wertkonservativ-national gesinnte Politiker (Paul von Hindenburg, Kurt von Schleicher) standen dem Nationalsozialismus von Anfang an eher kritisch gegenüber. Seit der Entmachtung der Wehrmachtführung mit Hilfe der inszenierten Skandale um von Blomberg und von Fritsch (Blomberg-Fritsch-Krise) versuchte General Ludwig Beck, ein gemeinsames Vorgehen der Generalität gegen die Kriegsplanungen Hitlers zu organisieren. Größere Umsturzpläne kamen aber vor dem 20. Juli 1944 nicht zur Ausführung. Meist wurden das System und die Verfolgung etwa der Arbeiterbewegung mitgetragen, solange ein siegreicher Ausgang des Krieges möglich schien.
Allen Gruppen war bewusst, dass sie eine verschwindend kleine Minderheit der Bevölkerung darstellten. Sie besaßen keine realistische Chance, das System grundlegend zu ändern. Die Struktur des Widerstandes und diesbezügliche Entwicklung war im gesamten Deutschen Reich ähnlich. Eine wesentliche Unterstützung durch die Alliierten erhielt der deutsche Widerstand nicht, vielmehr führte die Forderung einer bedingungslosen Kapitulation zu einer Solidarisierung mit der Führung und gab dem Widerstand keine Möglichkeit, durch eine Machtübernahme die Friedensbedingungen zu verbessern. Die bescheidenen Versuche von Heinrich Brüning, Erich Koch-Weser und anderen Exilanten eine deutsche Exilregierung einzurichten, scheiterten.
Nach 1945 diente der Bezug auf den Widerstand oft als Identitäts- und Legitimationsgrundlage neu entstandener Organisationen und Systeme. So bezog (und bezieht) sich die als Resultat der Wiederbewaffnung entstandene Bundeswehr stark auf den 20. Juli, während der kommunistische Widerstand während der NS-Zeit eine der Hauptlegitimationen der DDR wurde. Dies führte meist zu einer Überbetonung einer Form des Widerstandes im geschichtlichen Erinnern, während andere marginalisiert wurden. Einzelne Widerstandskämpfer wie Georg Elser oder die Edelweißpiraten verschwanden fast vollkommen aus dem kollektiven Gedächtnis. Die Einschätzung des Wirkens hängt auch heute noch vom jeweiligen Standpunkt ab.
Darüber hinaus versuchten nach 1945 Personen, die keineswegs Widerstand geleistet hatten oder sogar aktive NS-Täter waren, sich selbst als Widerstandskämpfer zu stilisieren, oftmals unter Beschaffung eines Persilscheins.

## Widerstandsgruppen in Deutschland

### Widerstand aus der Arbeiterbewegung
„Der vielfältige Arbeiterwiderstand gegen das NS-Regime – darin der Widerstand von Gewerkschaftern/innen eingeschlossen – war umfangreich. Arbeiterwiderstand wies eine erhebliche Kontinuität auf und hatte die größten Verluste zu beklagen. Wahrscheinlich sind sogar weit mehr als zwei Drittel der Menschen, die in den Jahren zwischen 1933 und 1945 Widerstand leisteten, dem Arbeiterwiderstand zuzuordnen.“

#### Kommunistischer Widerstand

##### 1933–1935
Obwohl die KPD bereits in den vorherigen Jahren mehrfach die Arbeit im Untergrund vorbereitet hatte, kam die massenhafte Verfolgung von kommunistischen Funktionären im Frühjahr 1933 für viele Mitglieder als Schock. Anfänglich betrachteten hochrangige Kommunisten die Herrschaft des Nationalsozialismus als zeitweiliges Phänomen vor einer proletarischen Revolution. Schon in Zeiten der Weimarer Republik rückte die KPD den Faschismus der Nationalsozialisten außerdem in eine Reihe mit dem Schlagwort des „Sozialfaschismus“, der die Sozialdemokraten als linke Ausprägung des Faschismus betrachtete. Die Sozialfaschismusthese – schließlich von der Komintern durch die Idee einer linken Einheitsfront gegen den Faschismus ersetzt – verhinderte bis 1935 eine öffentliche Zusammenarbeit mit Sozialdemokraten.
Nach den Verhaftungen von kommunistischen Funktionären im Frühjahr 1933 begann der Übergang in die Untergrundarbeit. Die KPD etablierte Ende Mai eine Auslandsleitung in Paris und viele Kommunisten emigrierten. Organisatorisch beibehielt die kommunistische Partei in Deutschland die drei Ämter des politischen, organisatorischen und Agitpropleiter auf der Bezirksebene.
Die Widerstandsarbeit wurde bis 1935 hauptsächlich durch die Inlandsleitung (auch Zentrale Operative Leitung (ZOL) genannt) in Berlin koordiniert. Insbesondere auf der Stadt- und Kreisebene mussten nach den massenhaften Verhaftungen im Frühjahr 1933 neue Funktionäre gefunden werden. Diese weitestgehende Beibehaltung der zentralistischen Strukturen brachte den Vorteil, dass zerschlagene Organisationen von Funktionären schnell wieder aufgebaut werden konnten. Sie erleichtere jedoch – da diese Strukturen bekannt waren – auch die Arbeit der Gestapo.
Der Widerstand konzentrierte sich anfangs insbesondere auf dem Drucken von Schrifterzeugnissen wie Zeitschriften (zum Beispiel die Rote Fahne), Schriften und Aufrufen. In grenznahen Regionen wurden Druckerzeugnisse auch über die Grenze geschmuggelt, so zum Beispiel das Braunbuch. Auch kleinere Sabotageaktionen waren Teil des Widerstandes. Vielfach wurden alte Routinen, wie das Abstempeln der Mitgliedskarte und Kassierung der Beiträge im Untergrund fortgeführt.
In den Jahren 1934/1935 wurde der kommunistische Widerstand stark geschwächt: Die Gestapo setzte Spitzel und V-Leute ein und überwachte Verbindung von kommunistischen Funktionäre, die sie dann häufig innerhalb von Massenverhaftungen verhaftete. Die Gestapo verhörte und folterte viele Kommunisten. Daraufhin wurden sie meist in Gruppen vor den Gerichten angeklagt und verurteilt. Die massenhaften Verhaftungen sorgten für eine weitere Isolierung der verschiedenen kommunistischen Gruppen.

##### 1936–1939
Auf der „Brüsseler Konferenz der KPD“ im Oktober 1935 bei Moskau wurde die Sozialfaschismusthese durch eine Volksfrontpolitik ersetzt. Man folgte damit der Beschlusslage des 7. und letzten Weltkongress der Komintern vom August 1935. Bereits im März 1935 war ein neues Team der Berliner Inlandsleitung verhaftet worden. Man entschied sich daraufhin für eine Restrukturierung: Von nun an sollte die Widerstandsarbeit aus den Nachbarländern mithilfe von sechs Abschnittsleitungen koordiniert werden. Diese Abschnittsleitungen wurden mit der Zeit jedoch zunehmend irrelevanter, da die Exilführung häufig den Kontakt zu Widerstandsgruppen komplett verlor.
Die Aktivität des Widerstandes ging in den Jahren ab 1936 stark zurück, was sich beispielhaft an den illegalen Schrifterzeugnissen zeigt: „Während 1936 etwa 1 500 000 illegale Flugblätter und Schriften festgestellt wurden, sank ihre Zahl bis 1938 auf kaum 100 000, von denen die meisten aus dem Ausland stammten...“. Auch die politischen Verhaftungen nahmen ab. In dieser Zeit verlor der kommunistische Widerstand seinen Massencharakter, den er in den Jahren 1933–1935 noch besessen hatte. Zahlreiche Kommunisten (ca. 4500, so Herlemann) kämpften ab 1936 im Spanischen Bürgerkrieg.

##### 1939–1945
Der Hitler-Stalin-Pakt wurde von den meisten deutschen Kommunisten mit Verwunderung aufgefasst. Zu Beginn des Zweiten Weltkriegs wurden kommunistische Funktionäre in den Nachbarländern wie zum Beispiel Niederlande und Frankreich interniert, und so brachen zu diesem Zeitpunkt die bereits schwachen Kontakte ins Ausland komplett ab. Es existierten zwar in einigen Großstädten lose Gruppen, die jedoch nicht mit Moskau Kontakt hielten und sich bis 1941 stark zurückhielten. Der Aufbau einer neuen innerdeutschen Leitung (die die Abschnittsleitungen wieder ersetzten sollte) ab Herbst 1939 ging nur langsam voran. Letztlich gelang es Wilhelm Knöchel als einziger der designierten Inlandsleitung im Januar 1942 nach Deutschland einzureisen. Seine illegale, zusammen mit Willi Seng aufgebaute, Widerstandsgruppe, die vor allem publizistisch und organisatorisch tätig war, kommunizierte über eine Komintern-Stelle in Amsterdam mit der Parteileitung in Moskau. Sie agierte hauptsächlich in Westdeutschland und übte keine zentrale Inlandsleitung aus, da hierfür die Kontakte zu vielen anderen kommunistischen Widerstandsgruppen fehlten.
Viele der kommunistischen Einzelgruppen wurden im Frühjahr 1942 zerschlagen, darunter die jüdisch-kommunistische Herbert-Baum-Gruppe, die Uhrig-Römer-Gruppe und die Schulze-Boysen-Gruppe. Die Knöchel-Seng-Gruppe wurde im Frühjahr 1943 zerschlagen. Die Gruppe um Anton Saefkow, Franz Jacob und später Bernhard Bästlein ( Saefkow-Jacob-Bästlein-Organisation) baute ab 1943 wieder ein beträchtliches Widerstandsnetz auf. Saefkow und Jacob hatte im Juni 1944 auch Kontakt zu Julius Leber und Adolf Reichwein. Die Gruppe, die vor allem in und um Berlin agierte, hatte auch Kontakt zu vielen weiteren Widerstandsgruppen in Sachsen (Schumann-Gruppe), Thüringen (Neubauer-Poser-Gruppe) und Sachsen-Anhalt. Im Herbst 1943 entstand aus den verschiedenen Widerstandsgruppen die neue Inlandsleitung der KPD, auch wenn ein Kontakt zur Exilführung in Moskau schwierig aufrechtzuerhalten war. Die Saefkow-Jacob-Bästlein Organisation, sowie die weiteren Widerstandsorganisationen wurde im Juli 1944 nach Verhaftungswellen stark geschwächt bzw. komplett zerschlagen.
- Saefkow-Jacob-Bästlein-Organisation
- Uhrig-Römer-Gruppe
- Rote Hilfe Deutschlands
- Vereinigte Kletterabteilung, bekannt als Rote Bergsteiger
- Transportkolonne Otto (verteilte in der Schweiz produzierte Flugschriften in Südwestdeutschland)
- Die Europäische Union um Robert Havemann und Georg Groscurth
- Neubauer-Poser-Gruppe
- Schumann-Engert-Kresse-Gruppe
- Danz-Schwantes-Gruppe
- Widerstandsgruppe Lechleiter

Als Beispiel einer von Kommunisten initiierten Widerstandsaktion in der Form eines versuchten Generalstreiks schon zu Beginn des Nationalsozialismus, siehe unter Mössinger Generalstreik.
Der konservative Widerständler Rudolf Pechel schrieb 1947:

„Trotzdem waren die Kommunisten die einzigen, die nach der Auflösung ihrer Partei und der Einkerkerung der meisten ihrer Führer und Funktionäre sofort auf dem illegalen Boden den Kampf gegen das Regime in Angriff nahmen. Ihre Führer saßen in den Gefängnissen der Gestapo und in den Konzentrationslagern, und ihnen wurde in Massen der Prozeß gemacht. Es regnete Todesurteile und Zuchthausstrafen über sie.
Ihre Haltung gegenüber den erbarmungslosen Blutrichtern war mit einigen Ausnahmen vorbildlich, so daß es zeitweise schien, als ob die Wahrung des Widerstandes ausschließlich auf sie delegiert wäre. Sie standen so mannhaft vor Gericht, daß selbst den abgebrühten Hitlerrichtern ein kalter Schauder über den Rücken lief wegen der Entschlossenheit und der bedingungslosen Einstellung der Angeklagten gegen den Nationalsozialismus. Auch in den Konzentrationslagern bildeten sie den Kern, um den sich der Widerstand gegen die SS-Schergen und Henkersknechte kristallisierte.“

#### Sozialdemokratischer Widerstand
Mit dem Verbot der SPD am 22. Juni 1933 gruppierte sich der sozialdemokratische Widerstand hauptsächlich in folgenden Organisationen:
- Eiserne Front
- Reichsbanner Schwarz-Rot-Gold

Symbol der Eisernen Front

- Sopade, Deutschland-Berichte der Sozialdemokratischen Partei Deutschlands aus dem Prager und Pariser Exil von 1934 bis 1940
- Sozialistische Arbeiter-Jugend
- Gruppe Neu Beginnen
- Revolutionäre Sozialisten Deutschlands
- Roter Stoßtrupp
- Internationaler Sozialistischer Kampfbund
- Sozialistische Front
- Deutsche Volksfront
- Rote Rebellen
- Widerstandsgruppe Nehrling-Eberling

#### Widerstand anderer linker oder anarchistischer Organisationen und Parteien
Kleinere linke Organisationen gewannen in der ersten Phase des Widerstandes bis etwa 1937/38 eine, gegenüber ihrer zahlenmäßigen Stärke in der Endphase der Weimarer Republik, überdurchschnittlich große Bedeutung. Den unten genannten Organisationen war es, auch aufgrund einer realistischeren Einschätzung der Stabilität des NS-Regimes, sehr viel besser als SPD oder KPD gelungen, sich auf die Arbeit in der Illegalität vorzubereiten.
Auch gelang es diesen Organisationen zumeist aufgrund ihrer Struktur als geschlossene und gefestigte Kaderorganisationen, das Gros der eigenen Mitgliedschaft in die illegale Arbeit einzubinden und Infiltrationsbestrebungen seitens Polizei und Gestapo entgegenzuwirken; ferner kam den kleineren linken Organisationen zugute, dass sie zunächst in einem geringeren Maße als die Massenparteien SPD und KPD seitens der Gestapo Beachtung fanden. Die zentralen und meisten regionalen Strukturen dieser Organisationen wurden bis 1937/38 von der Gestapo zerschlagen.
- Kommunistische Arbeiterpartei Deutschlands
- Kommunistische Partei-Opposition
- Internationale Kommunisten Deutschlands
- Kommunistische Räte-Union
- Komitee für Proletarische Einheit
- Leninbund
- Gruppe Funke
- Rote Kämpfer
- Sozialistische Arbeiterpartei Deutschlands
- Antinazistische Deutsche Volksfront
- „Parole“ (Berlin – Neukölln)
- Föderation Kommunistischer Anarchisten Deutschlands
- Freie Arbeiter-Union Deutschlands
- Kaiser/Riegraf-Gruppe
- Schwarze Scharen
- Eine in diesem Spektrum zu verortende Radiostation war der Sender der europäischen Revolution (SER), der von 1940 bis 1942 aus dem britischen Exil sendete

#### Gewerkschaftlicher Widerstand
Neuere Forschungen zeigen, dass vergleichsweise viele sozialdemokratische Freigewerkschafter, insbesondere Funktionäre auf höherer und mittlerer Ebene der ADGB-Gewerkschaften, die im Frühjahr 1933 mit ihrer Anpassungspolitik gegenüber dem NS-Regime „versagten“, sich nur kurze Zeit später im Widerstand engagierten. Insbesondere unter den sozialdemokratisch orientierten Metallern war – wie bei den kommunistischen Metallarbeitern – der gewerkschaftliche Widerstand gegen das NS-Regime intensiv. Besonders aktiv waren auch gewerkschaftliche Widerstandsgruppen der Eisenbahner.
Explizit gewerkschaftlichen Widerstand gab es durch freigewerkschaftliche Widerstandsgruppen, von illegalen Gruppen der kommunistischen Revolutionären Gewerkschafts-Opposition (RGO) und deren „rote Verbände“. Gewerkschaftlicher Widerstand kam auch aus den Reihen der Christlichen und Hirsch-Dunckerschen Gewerkschaften sowie aus den Reihen der anarchistischen Freien Arbeiterinnen- und Arbeiter-Union (FAUD), des Internationalen Sozialistischen Kampfbundes (ISK) sowie aus Strukturen der Zwischengruppen wie der Kommunistischen Partei-Opposition (KPO).
- Mit der Internationalen Transportarbeiter-Föderation (ITF) unter Edo Fimmen verbundene freigewerkschaftliche Widerstandsgruppen von Eisenbahnern (EdED), Seeleuten und Hafenarbeitern in Deutschland und im Exil
- Der illegale freigewerkschaftliche Deutsche Metallarbeiter-Verband (DMV)
- Die illegale freigewerkschaftliche Provisorische Hauptverwaltung des Zentralverbandes der Hotel-, Restaurant- und Caféangestellten um Fritz Saar
- Der Arbeitsausschuss freigewerkschaftlicher Bergarbeiter
- Die illegale freigewerkschaftliche „Reichsleitung der Gewerkschaften“ (IRL) in Deutschland
- Illegale Strukturen der Industriegruppen der Revolutionären Gewerkschafts-Opposition (RGO)
- Der illegale kommunistische Einheitsverband der Metallarbeiter Berlins (EVMB)
- Der illegale kommunistische Einheitsverband für das Baugewerbe (EVfdB)
- Der illegale kommunistische Einheitsverband der Bergarbeiter Deutschlands (EVBD)
- Das illegale kommunistische KPO-nahe Aktionskomitee Berliner Metallarbeiter (Aktionskomitee)
- Der Kreis um Wilhelm Leuschner und Jakob Kaiser im Zusammenhang mit den Vorbereitungen des Attentats auf Hitler am 20. Juli 1944
- Der Gewerkschaftliche Freiheitsbund gegen das Hakenkreuz
- Die freigewerkschaftliche Auslandsvertretung der deutschen Gewerkschaften (ADG) im Exil
- Die Koordinationsausschuss deutscher Gewerkschaftler in Frankreich
- Die Landesgruppe deutscher Gewerkschafter in Großbritannien
- Die Landesgruppe deutscher Gewerkschafter in Schweden

→ Siehe auch Wuppertaler Gewerkschaftsprozesse

### Opposition unter Zwangsarbeitern und Kriegsgefangenen
Die Organisation Brüderliche Zusammenarbeit der Kriegsgefangenen (russisch Bratskoje Sotrudnitschetswo Wojennoplennych, BSW) versuchte, unter sowjetischen Kriegsgefangenen und Zwangsarbeitern im süddeutschen Raum gegen die Anwerbung zur Wlassow-Armee aufzutreten und für Sabotageakte zu werben.

### Bündischer und jugendbewegter Widerstand

Wandgraffiti in Köln-Ehrenfeld neben der Hinrichtungsstätte mehrerer Edelweißpiraten

Mitglieder der Bündischen Jugend organisierten ihren Widerstand in unterschiedlichster Weise:
- Edelweißpiraten – Widerstand der Jugend
- Einzelne Gruppen, wie beispielsweise die jungenschaftliche Gruppe um Michael Jovy, nahmen Kontakt zu Widerstandskämpfern wie Karl Otto Paetel oder zu anderen emigrierten Personen auf.
- Deutsche Jungenschaft vom 1. November 1929 (dj.1.11) – Helle Hirsch plante einen Anschlag auf das Reichsparteitagsgelände.
- Einige Mitglieder der Widerstandsgruppe Weiße Rose hatten einen bündischen Hintergrund und waren vor dem Verbot in der dj.1.11 oder im Grauen Orden aktiv.
- Andere Personen des Widerstandes, wie Adolf Reichwein als Mitglied des Kreisauer Kreises, engagierten sich während ihrer Studentenzeit in jugendbewegten und freistudentischen Gruppen, beispielsweise in der Akademischen Vereinigung Marburg oder dem Serakreis Jena. Andere Mitglieder des Kreisauer Kreises wie Horst von Einsiedel und Carl Dietrich von Trotha engagierten sich vorweg in der Schlesischen Jungmannschaft der Deutschen Freischar. Die Seminare des Pädagogen und Mitglieds des Serakreises Wilhelm Flitner waren Treffpunkte der Hamburger „Weißen Rose“, zu deren Unterstützern er zählte. Der im Schweizer Exil lebende Schriftsteller Kurt Held war ebenso Mitglied des Serakreises.

### Kultureller Widerstand
- Die Swing-Jugend agierte mit zunehmender Verfolgung auch politisch.

Signet des Kreisauer Kreises

### Bürgerlicher Widerstand
- Ernst-Niekisch-Widerstandsbewegung
- Kreisauer Kreis
- Freiburger Kreis
- Kampf dem Faschismus (KdF-Gruppe), Hamburger Widerstandsgruppe
- Kölner Kreis
- Gemeinschaft für Frieden und Aufbau
- Solf-Kreis
- Speyerer Kameradschaft
- Vierergruppen
- Robinsohn-Strassmann-Gruppe
- Arbeitsgemeinschaft Erwin von Beckerath
- Heimatschutz in Oberstdorf und dem Kleinwalsertal
- Gruppe Freies Hamburg (vormals „Gruppe Q“) um Friedrich Ablass
- Gruppe „Onkel Emil“ um Ruth Andreas-Friedrich
- Harnier-Kreis, bayerische monarchistische Gruppe um die Widerstandskämpfer Heinrich Weiß, Adolf von Harnier und Josef Zott
- Julius La Fontaine, Jurist in der Polizei- und Kommunalverwaltung
- Johann David Sauerländer, Richter am Bayerischen Obersten Landesgericht
- Eduard Schulte, Industrieller und Generaldirektor der Bergwerksgesellschaft Georg von Giesches Erben
- Aktion Rheinland
- Goerdeler-Kreis
- Weiße Rose
- Sperr-Kreis

### Widerstand innerhalb der Wehrmacht

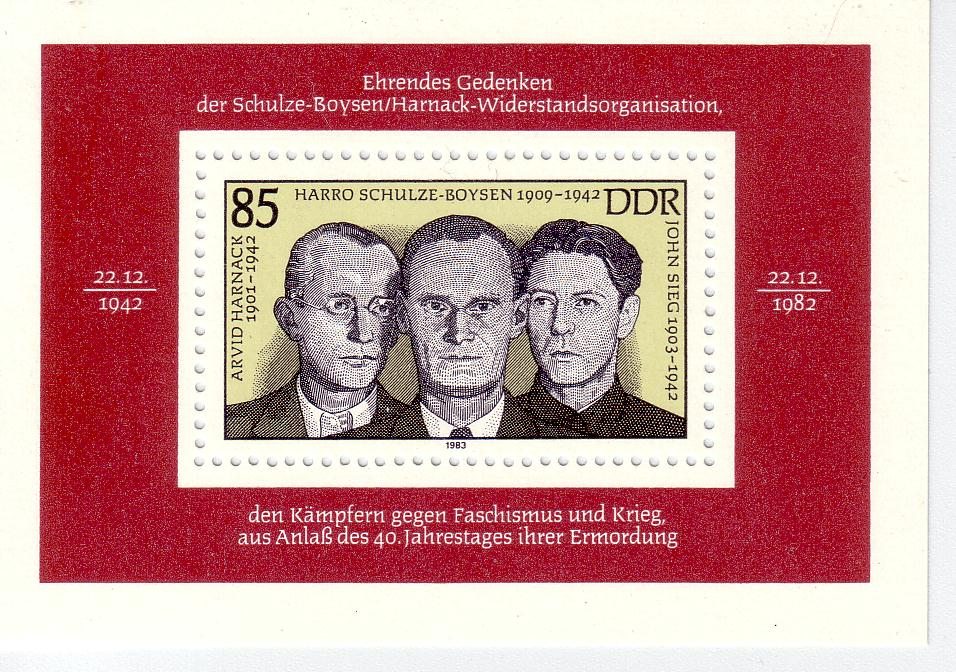
Postmarke zum Gedenken an die Gruppe Rote Kapelle

- In den frühen Jahren der Republik standen Teile der Reichswehr trotz einer oft republikkritischen oder sogar republikfeindlichen Haltung der NSDAP und der SA ablehnend gegenüber. Dies äußerte sich etwa 1923 im Verbot der NSDAP durch Hans von Seeckt, mit der Kaltstellung des Chefs der Heeresleitung Generaloberst Kurt von Hammerstein-Equord im Oktober 1933 oder im Verlauf der Blomberg-Fritsch-Krise Anfang 1938, in der die bis dahin vergleichsweise selbstständige und den Kriegsplänen Hitlers kritisch gegenüberstehende Wehrmachtführung abgesetzt wurde.
- Septemberverschwörung 1938: Als Hitler in der Sudetenkrise zum Krieg entschlossen schien, plante eine Gruppe von Militärs unter Führung des zurückgetretenen Generals Ludwig Beck die Verhaftung Hitlers. Der Plan scheiterte, als Großbritannien im Münchner Abkommen in letzter Minute nachgab und Hitler dadurch einen ungeheuren Prestigeerfolg in Deutschland ermöglichte.
- In der Roten Kapelle waren Angehörige der Wehrmacht vom einfachen Soldaten bis zum Oberst neben Arbeitern, Künstlern und bürgerlichen Intellektuellen aktiv tätig. Von den Mitgliedern der international agierenden Widerstandsgruppe wurden zwischen Dezember 1942 und 1944 fast alle zu Zuchthausstrafen oder zum Tode verurteilt und hingerichtet. Vier der Angeklagten der Gruppen um Harro Schulze-Boysen und Arvid Harnack begingen in der Haft Selbstmord, fünf wurden ohne Verfahren ermordet.[38]
- Attentatsversuch durch Wilhelm Canaris, Erwin Lahousen, Fabian von Schlabrendorff, Philipp Freiherr von Boeselager und Georg Freiherr von Boeselager durch Platzierung einer Bombe im Führerflugzeug am 13. März 1943 in Smolensk, die aber nicht detonierte. Die schon erfolgte Auslösung der Operation Walküre konnte gerade noch als Übung dargestellt und somit vertuscht werden.
- In sowjetischer Kriegsgefangenschaft gründete sich unter Federführung von Walther von Seydlitz 1943 das Nationalkomitee Freies Deutschland und der Bund Deutscher Offiziere, dem auch General Friedrich Paulus beitrat. Man richtete eine Propagandakompanie[39] ein und forderte in Aufrufen wie „50 Generale gegen Hitler“ Soldaten zur Desertion und die deutsche Bevölkerung zum Widerstand gegen Hitler auf.[40]
- Umsturzversuch und Attentat vom 20. Juli 1944 auf Adolf Hitler: größter organisierter Widerstandsversuch gegen den Nationalsozialismus (Personen des 20. Juli 1944).
- Freiheitsaktion Bayern, Ende April 1945. Mehrere Angehörige der Wehrmacht versuchten, Bayern kampflos den US-amerikanischen Verbänden zu übergeben und weiteres Blutvergießen zu verhindern. Es kam zu Kämpfen zwischen Wehrmacht und SS in der Münchener Innenstadt.[41]
- Major Josef Gangl, 12 Wehrmachtssoldaten sowie ein übergelaufener SS-Offizier verbündeten sich am 5. Mai 1945 mit Einheiten der US-Armee und halfen prominente französische Kriegsgefangene vom österreichischen Schloss Itter zu befreien, wobei es zu Kämpfen mit der Waffen-SS kam und Gangl getötet wurde. Gangl hatte schon Ende April, d. h. noch bevor Hitlers Tod am Abend des 1. Mai verkündet wurde, zwecks Unterstützung Kontakt zu einer lokalen österreichischen Widerstandsgruppe hergestellt.[42] In Südtirol war es bereits am 30. April 1945 dem Hauptmann Wichard von Alvensleben mit mehreren Wehrmachtseinheiten gelungen, prominente Gefangene, darunter Sippenhäftlinge des 20. Juli, aus den Händen der SS zu befreien. Alvensleben hatte die Rückendeckung durch Generaloberst von Vietinghoff, der zusammen mit Karl Wolff[43][44] auch für die Kapitulation der Heeresgruppe C (sog. Operation Sunrise)[45] sorgte, deren Unterzeichnung noch zu Lebzeiten Hitlers, am 29. April 1945, erfolgte.[46] Tatsächlich ist unklar, ob Wolff 1945 überhaupt nochmal in Berlin war – selbst Hitlers Adjutant Otto Günsche hegte daran herbe Zweifel. Wenn er über Kapitulationsabsichten an der Südfront gesprochen hätte, so Günsche, »hätte Wolff Berlin nicht mehr lebend verlassen«,[47] Das Inkrafttreten selbiger trieb den Dachauer KZ-Kommandant Eduard Weiter, damals auf der Außenstelle Schloss Itter befindlich, am 2. Mai zum Selbstmord.[48]
- Es gab auch Deutsche, die sich durch Fahnenflucht, Kriegsdienstverweigerung oder als „Kriegsverräter“ der Teilnahme am Krieg entzogen. Man schätzt, dass von den rund 626.000 Verfahren der Wehrmachtsjustiz bis Ende 1944 rund ein Viertel Vorwürfe wie Fahnenflucht, „Wehrkraftzersetzung“ und ähnliches betraf.[49] Fritz Wüllner geht darauf aufbauend von bis zu 1,5 Mio. Strafverurteilungen (bei ca. 20 Mio. Angehörigen der Wehrmacht[50]) durch die NS-Militärjustiz bis Kriegsende aus.[51] Diese sind zum Teil bis heute nicht vollständig rehabilitiert. Die Nichtbefolgung oder selbst die gescheiterte Ausführung von Zerstörungsbefehlen, der freiwillige Gang in die Kriegsgefangenschaft[52][53] (siehe zum Beispiel Botho Henning Elster) und die kampflose bzw. „verfrühte“ Übergabe von Städten an die Alliierten wie Greifswald oder Hannover wurde seitens des Regimes schon als Feigheit und Verrat gewertet, wie im Falle des Kommandanten von Königsberg, der in Abwesenheit zum Tode verurteilt wurde, weil er nicht weitergekämpft hatte, als sein Bunker bereits umstellt war. Mehrere an der Operation Radetzky, der kampflosen Übergabe Wiens, beteiligte Offiziere wurden am 8. April 1945 hingerichtet, darunter auch Major Karl Biedermann (dessen Foto, welches ihn als Hingerichteten mit dem Schild „Ich habe mit den Bolschewiken paktiert“ zeigt, gewisse Bekanntheit erlangt hat).
- Manche Wehrmachtsangehörige traten als Retter von Juden in Erscheinung (einige wurden später als Gerechte unter den Völkern ausgezeichnet): Hauptfeldwebel Hugo Armann, Oberleutnant Heinz Droßel, Major Karl Plagge, Feldwebel Anton Schmid, Hauptmann Gerhard Wander, Hauptmann Wilm Hosenfeld, Generalmajor Gerhard Schmidhuber.
- des Weiteren engagierten sich in den besetzten Gebieten deutsche Überläufer in den jeweiligen Widerstandsgruppen wie der Resistance[54][55] oder bei Titos Partisanen.[56]

### Widerstand von Adligen
Zwar hingen auch viele Adlige völkischen und nationalistischen und teilweise auch nationalsozialistischen Ideen an (viele standen dabei eher der Deutschnationale Volkspartei (DNVP) nahe). Einige Adlige hielten allerdings auch schon früh kritische Distanz zum Nationalsozialismus, den „ungebildeten Schlägertrupps“ der SA und dem „Emporkömmling“ Hitler.
- Beispielsweise versuchten die meisten Adligen schon im Vorfeld der Machtergreifung im Kabinett Papen und auch Hindenburg selbst, Hitler auszubooten.
- Hitler beseitigte aber schon früh adlige Kritiker in der Verwaltung und Wehrmacht. Im Rahmen des sogenannten Röhm-Putsches wurden unter anderem der ehemalige Reichskanzler und General Kurt von Schleicher sowie der General Ferdinand von Bredow im Rahmen nationalsozialistischer „Säuberungen“ umgebracht (vgl. auch Peter von Heydebreck, Hans Erwin von Spreti-Weilbach, Herbert von Bose und Gustav Ritter von Kahr). Der greise Generalfeldmarschall August von Mackensen und der Freund Schleichers, Generaloberst z. V. Kurt von Hammerstein-Equord, versuchten während der Mordtage vergeblich Hindenburg zu erreichen, konnten aber nur zu einer kritischen Haltung des Offizierskorps beitragen.
- In der Blomberg-Fritsch-Krise 1938 gelang es Hitler, im Rahmen teilweise konstruierter Affären den Oberbefehlshaber des Heeres Werner von Fritsch und Kriegsminister Werner von Blomberg abzusetzen, die gewagt hatten, gegen seine aggressive Außenpolitik Einspruch zu erheben (Vgl. auch Wilhelm Freiherr von Ketteler).
- Im Rahmen der sogenannten Septemberverschwörung bildete sich 1938 bereits ein Widerstandskreis im Amt Ausland/Abwehr, der für den Fall einer Mobilmachung Kommandeure für Staatsstreichspläne in Berlin gewinnen konnte, unter anderem Erwin von Witzleben, Walter von Brockdorff-Ahlefeldt, Paul von Hase, Wolf Heinrich Graf von Helldorf und Fritz-Dietlof von der Schulenburg. Nach der Münchner Konferenz wurde den Plänen zunächst der Boden entzogen.
- Das Verhalten der Hohenzollern war eine Mischung aus opportunistischer Nähe (August Wilhelm von Preußen) – auch aus der von Göring gegenüber Wilhelm II genährten Hoffnung der Wiedererrichtung der Monarchie – und kritischer Distanz (Louis Ferdinand von Preußen[57], Oskar von Preußen). So hatte Kronprinz Wilhelm, der zunächst den Aufstieg der Nazis gefördert hatte, im Juli 1941 gegenüber Johannes Popitz noch seine Zusage[58] gegeben, sich dem Widerstand zur Verfügung zu stellen,[59] nur um sich dann kurz danach wieder zurückzuziehen.[60] Eindeutiger gegen die Nazis positionierten sich bspw. die Wittelsbacher[61] (vor allem Kronprinz Rupprecht[62] ), außerdem der nominell letzte anhaltinische Herzog Joachim Ernst von Anhalt sowie Otto von Habsburg (mit seinen Versuchen einer österreichischen Exilregierung[63] und eines „Austrian Battalion“ in der US-Armee[64]).[65] Ein entschiedener Gegner des Nationalsozialismus war ferner Fürst Karl August von Thurn und Taxis, der bereits frühzeitig seinem Sohn Johannes den Eintritt in die Hitlerjugend verbot und gegen Kriegsende wegen Hörens von Feindsendern mehrere Monate in Gestapo-Haft verbrachte.

Im Laufe des Kriegs und im Lichte der erlebten Gräueltaten wandten sich dann zunehmend auch eine Reihe anfänglich begeisterter oder moderater Anhänger vom Nationalsozialismus ab und wurden zu Gegnern des Regimes. Adelige spielten eine oft führende Rolle innerhalb von Widerstandskreisen. Dies gilt sowohl für bündische, bürgerliche, kirchliche und insbesondere militärische Widerstandskreise.
Militärs aus adligen Familien spielten auch bei einer ganzen Reihe von konkreten Attentatsversuchen auf Hitler eine zentrale Rolle. Hier war Henning von Tresckow und dann Claus Schenk Graf von Stauffenberg zentral beteiligt:
- Fabian von Schlabrendorff und Tresckow schmuggelten 1943 eine Bombe in Hitlers Flugzeug, die jedoch wegen Vereisung nicht explodierte.
- Wenige Tage später gewann Tresckow Rudolf-Christoph Freiherr von Gersdorff für ein Selbstmordattentat auf Hitler in einer Ausstellung im Berliner Zeughaus. Da Hitler die Ausstellung unerwartet schnell wieder verließ, misslang das Attentat.
- Auf Anregung von Tresckow plante Axel von dem Bussche ebenfalls für den 23. November 1943 und später für den 16. Dezember 1943 im Führerhauptquartier ein Attentat.
- Von Stauffenberg warb im Februar 1944 Ewald-Heinrich von Kleist an, der ein Attentat auf Hitler während einer Filmvorführung plante.
- Eberhard von Breitenbuch wurde ebenfalls durch von Tresckow gewonnen und plante, Hitler mit der Pistole zu erschießen. Er verunglückte jedoch, bevor dies umgesetzt werden konnte.
- Dies führte schließlich zum von Claus Schenk Graf von Stauffenberg durchgeführten Attentat im Führerhauptquartier und Putschversuch am 20. Juli 1944 – dem größten organisierten Widerstandsereignis gegen den Nationalsozialismus. An diesen Ereignissen waren auch viele Personen des ehemaligen Adels unter Lebensgefahr beteiligt oder ließen ihr Leben, etwa Albrecht Graf von Bernstorff, Georg Freiherr von Boeselager, Philipp Freiherr von Boeselager, Hans von Dohnanyi, Horst von Einsiedel, Karl Ludwig Freiherr von und zu Guttenberg, Hans Bernd von Haeften, Werner von Haeften, Carl-Hans Graf von Hardenberg, Paul von Hase, Caesar von Hofacker, Heinrich Graf von Lehndorff-Steinort, Wessel Freytag von Loringhoven, Ludwig von Leonrod, Helmuth James Graf von Moltke, Hans-Ulrich von Oertzen, Kurt von Plettenberg, Albrecht Mertz von Quirnheim, Fritz-Dietlof von der Schulenburg, Ulrich Wilhelm Graf Schwerin von Schwanenfeld, Carl-Heinrich von Stülpnagel, Henning von Tresckow, Carl Dietrich von Trotha, Adam von Trott zu Solz, Berthold Schenk Graf von Stauffenberg, Nikolaus Graf von Üxküll-Gyllenband, Peter Graf Yorck von Wartenburg und Erwin von Witzleben.[66]

### Religiös motivierter und kirchlicher Widerstand
Einige Vertreter verschiedener Kirchen prangerten in Predigten Judenverfolgung oder Konzentrationslager an und erhielten daraufhin Rede- und Schreibverbot oder wurden in KZs inhaftiert.

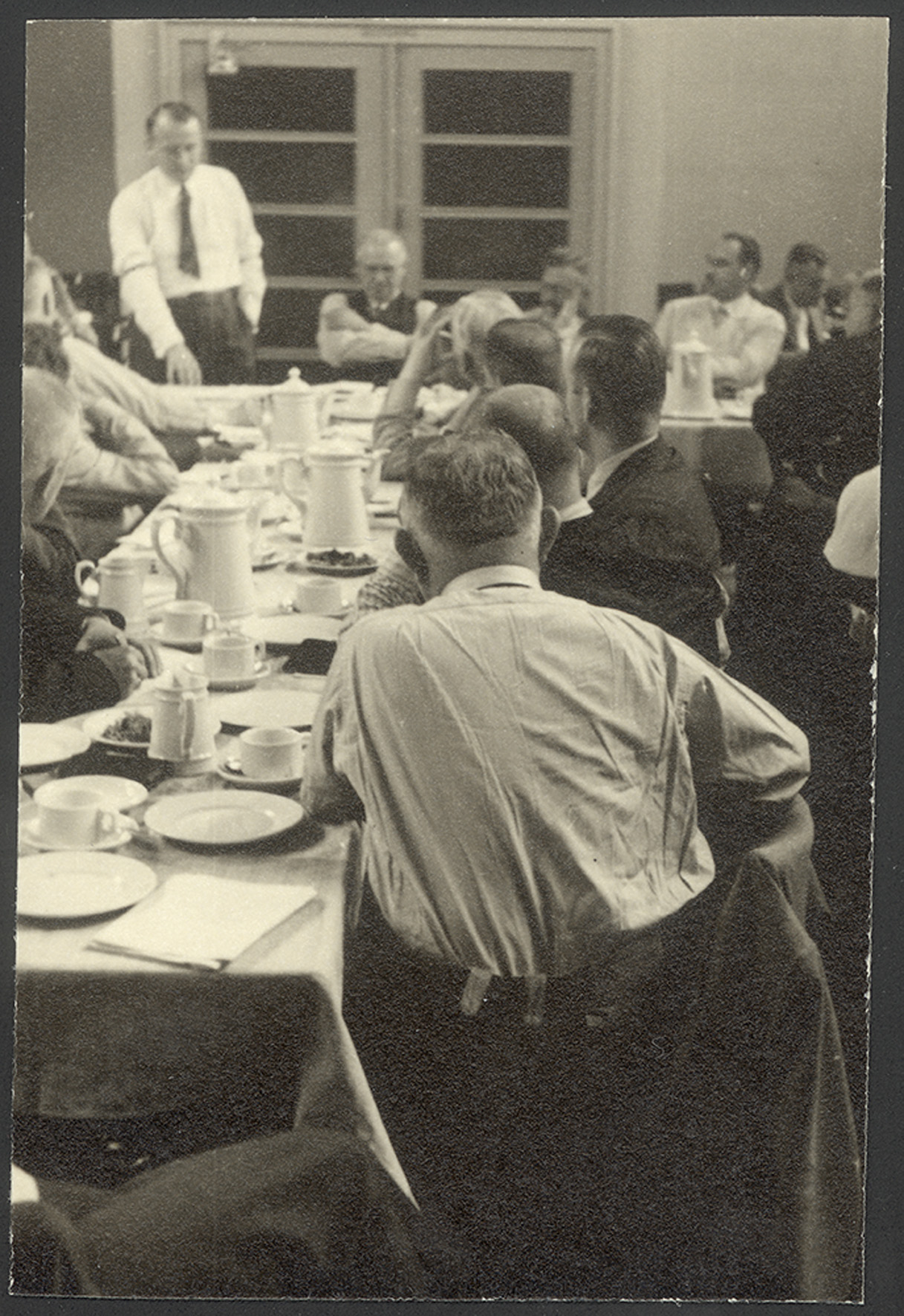
Bekenntnissynode von der Bekennenden Kirche 1934

- Als Lübecker Märtyrer werden die drei katholischen Priester Johannes Prassek, Eduard Müller und Hermann Lange sowie der evangelische Pastor Karl Friedrich Stellbrink bezeichnet. Sie wurden am 10. November 1943 kurz hintereinander in der Untersuchungshaftanstalt Hamburg am Holstenglacis durch Enthauptung mit der Guillotine hingerichtet. Grund waren ihre als Geistliche öffentlich geäußerten, kritischen Bemerkungen zu den Unrechtstaten der Nationalsozialisten. Die drei katholischen Geistlichen wurden am 25. Juni 2011 seliggesprochen. An Stellbrink wird seit dessen Einführung im Jahre 1969 im Evangelischen Namenkalender erinnert.
- Die Bekennende Kirche war eine Oppositionsbewegung evangelischer Christen; sie lehnte die Kirchengleichschaltung ab. Daneben leisteten einige Mitglieder wie Niemöller, Schneider, von Jan, Stöhr und Bonhoeffer passiven und aktiven Widerstand.
- Die Württembergische Pfarrhauskette, organisiert durch Theodor Dipper, war eine Untergrundorganisation evangelischer Pfarrer zur Rettung von Juden.
- Clemens August Graf von Galen, katholischer Bischof von Münster, kritisierte in Predigten die Rassenideologie Alfred Rosenbergs, die Gestapo und machte das Euthanasieprogramm öffentlich, woraufhin es zeitweilig gestoppt wurde. Der Berliner Kardinal Konrad Graf von Preysing war von Anfang an ein überzeugter Gegner der Nationalsozialisten und trat in offenen Predigten und Hirtenworten für die Rechte der Kirche und die Würde aller Menschen ein. Bereits 1933 kritisierte er den Vertrauensvorschuss katholischer Bischöfe, Geistlicher und Gläubiger gegenüber dem NS-Regime; später unterhielt er Kontakte zum Kreisauer Kreis. Der Rottenburger Bischof Joannes Baptista Sproll, der mehrmals öffentlich die Nationalsozialisten und deren Ideologie kritisiert hatte, wurde 1938 aus seiner Diözese verbannt, nachdem er die Stimmabgabe bei der Abstimmung zum Anschluss Österreichs verweigert hatte.
- Der Berliner Dompropst Bernhard Lichtenberg setzte sich öffentlich für die verfolgten Juden ein und wandte sich, wie von Galen, gegen die systematische Ermordung unheilbarer Kranker.
- Der Kreuzkampf im katholische Oldenburger Land (Bistums Münster) war ein Fall offenen Volkswiderstandes gegen die Nationalsozialisten. Nach dem Verbot der Kreuze in den Schulen brach 1936 ein derartiger Proteststurm aus, dass dieses Verbot schließlich wieder aufgehoben werden musste. Zu ähnlichen Ereignissen kam es nach dem Schulkreuzerlass des bayerischen Innenministers und Gauleiters Adolf Wagner 1941 in ganz Ober- und Niederbayern. Auch hier wurde der Erlass wenig später wieder zurückgenommen.
- Der Katholische Jungmännerverband (1938 aufgelöst) bezog im Wahlkampf 1933 gegen die NSDAP Stellung und widersetzte sich dem erzwungenen Rückzug aus dem Kirchenleben.
- Der Kölner Kreis war ein ziviler Widerstandskreis aus dem Umfeld des politischen Katholizismus.
- Junger Bundschuh war eine Fluchthelfergruppe, die hauptsächlich aus Katholiken bestand.
- Die Zeugen Jehovas beteiligten sich nicht an Wahlen; sie lehnten den Personenkult um Hitler (etwa den Hitlergruß) sowie eine Mitgliedschaft in den NS-Organisationen ab. Viele Zeugen Jehovas verweigerten den Wehrdienst. In großen Flugblatt-Verteilaktionen machten sie 1936/37 auf die Unterdrückung der Zeugen Jehovas in Deutschland aufmerksam (siehe auch Zeugen Jehovas in der Zeit des Nationalsozialismus).
- Die Mitglieder der Gemeinschaft der Siebenten-Tags-Adventisten Reformationsbewegung verweigerten, ebenso wie die Mitglieder der Christadelphians, den Wehrdienst.
- Die Vierergruppen waren Widerstandsgruppen, die im Sommer 1941 zeitgleich und unabhängig voneinander durch christlich geprägte Jugendliche in Hamburg, München und Wien entstanden.
- Hugolinus Dörr, ein katholischer Missionar, gründete die Saarländische Wirtschaftsvereinigung gegen die Eingliederung des Saarlands ins Deutsche Reich.
- Mitglieder der Weißen Rose (Hans Scholl, Sophie Scholl, Christoph Probst, Willi Graf, Alexander Schmorell) druckten und verteilten vom Juni 1942 bis zum Februar 1943 Flugblätter, in denen zu einer klaren Entscheidung gegen die Diktatur Hitlers aufgerufen wurde. Bestimmte Mitglieder des studentischen Freundeskreises um die Weiße Rose waren in starkem Maße christlich motiviert und handelten nach eigener Aussage aus christlicher Überzeugung.
- Die Widerstandsbewegung Bethanien, 1933 gegründet von Cuno und Margarete Horkenbach, Reinhold Meyer und anderen (hauptsächlich aus der ehemaligen Dreifaltigkeitsgemeinde in Berlin-Kreuzberg), organisierte die Rettung zahlreicher Verfolgter des NS-Regimes.
- Vikar Ernst Moritz Roth betrieb aktive Gegnerschaft gegen die Nationalsozialisten in Dattenfeld. Die Folge waren der Entzug seiner Unterrichtserlaubnis und seine Versetzung.
- Joseph Roth, Lehrer und Politiker. Als Politiker und als Katholik demonstrierte er aktiv seine Gegnerschaft. Ernst Moritz Roth war sein jüngerer Bruder.
- Die von Karl Ludwig Freiherr von und zu Guttenberg herausgegebenen Weißen Blätter boten bis 1943 Freiraum vor der Gleichschaltung, der bei der Sammlung des konservativen Widerstands zum Tragen kam.
- Provikar Carl Lampert trat gegen das NS-Regime auf, wurde hingerichtet und von der katholischen Kirche seliggesprochen.
- Die 1930 initiierte Katholische Tatgemeinschaft führte zur Gründung des katholischen Kampfblatts Der gerade Weg durch den Fürsten Erich von Waldburg-Zeil und den Chefredakteur Fritz Gerlich, der dadurch zu einem der wichtigsten Vertreter des publizistischen Widerstands gegen Hitler wurde.
- Der bayerische katholische Pfarrer Korbinian Aigner war von 1941 bis 1945 im Konzentrationslager Dachau inhaftiert, nachdem er am 9. November 1939 im Religionsunterricht zu dem Attentat von Georg Elser gesagt hatte: „Dann wäre halt vielleicht eine Million Menschen gerettet worden.“

### Jüdischer Widerstand
→ Siehe Jüdischer Widerstand im Holocaust-Artikel
→ Siehe auch Herbert Baum

### Andere Formen der Widerständigkeit
Handlungen zur Rettung verfolgter Personen werden auch als Widerständigkeit bezeichnet oder sind als aktive Ablehnung des NS-Regimes zu verstehen. Deshalb wird bei Judenrettungsversuchen auch von einem Rettungswiderstand gesprochen.
Das Hören von so genannten Feindsendern ist eine Form des zunächst passiven Widerstehens gegen die fast allgegenwärtige NS-Propaganda. In dem Moment, in dem das gemeinsam mit anderen erfolgt ist, war es ein Schritt in Richtung aktiver Widerstand.

### Anlassbezogener Widerstand im Kleinen
1943 versammelte sich eine Gruppe von Ehefrauen verhafteter jüdischer Männer vor dem Gestapogebäude in Berlin und verharrte dort so lange, bis ihre Ehemänner freigelassen wurden (siehe Rosenstraßen-Protest).
Im Überblick betrachtet und in Relation zur Gesamtbevölkerung gab es in Deutschland zwischen 1933 und 1945 nur sehr wenige Bürger, die im Alltag die Zivilcourage aufbrachten, sich dem System des NS-Staates zu verweigern oder gar zu widersetzen. Aber es gab vereinzelt auch diesen zivilen Widerstand im Kleinen, indem Anordnungen der Regierung nicht befolgt, Juden versteckt oder Zwangsarbeiter mit Nahrung versorgt wurden. Die Unterschlagung von Akten durch Justizangestellte, um Häftlinge vor der Verschickung zu bewahren, gehört ebenso dazu wie Eltern, die sich bemühten, ihre Kinder von der HJ fernzuhalten.
Im Militär konnten Soldaten versuchen sich so weit wie möglich von Kriegsverbrechen fernzuhalten, bspw. durch Weigerung an Massenerschießungen teilzunehmen, denn selbst wenn ein Befehl ausgegeben wurde und nicht nur Freiwillige in dem Erschießungskommando dienten, gab es keinen Befehlsnotstand, der einen Verweigerer in Lebensgefahr gebracht hätte (wie nach dem Krieg gerne als Ausrede vorgebracht, vgl. Josef-Schulz Mythos). Grundsätzlich blieb es den Soldaten auch unbenommen, beobachtete Kriegsverbrechen an Vorgesetzte zu melden, allerdings blieb dies fast immer folgenlos, da die Verbrechen mehrheitlich seitens der Wehrmachtsführung toleriert wurden (vgl. etwa den Kriegsgerichtsbarkeitserlass).

## Widerstand in Österreich

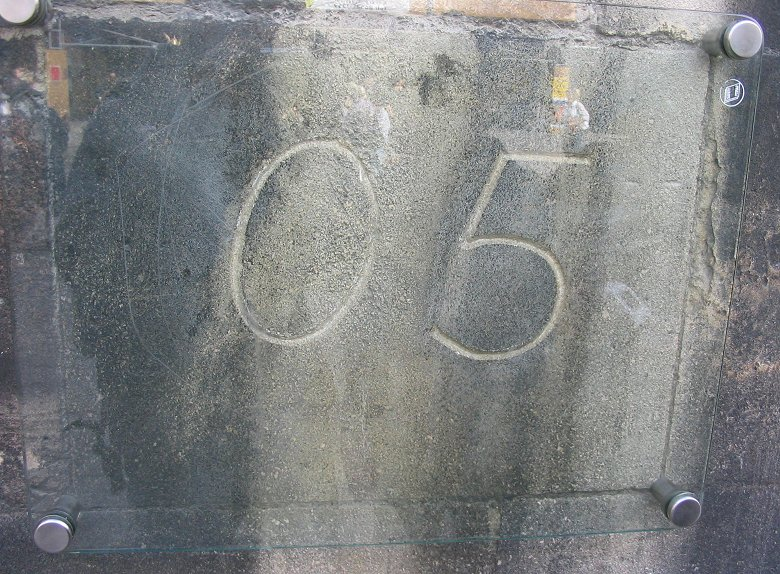
Chiffre der Widerstandsgruppe O5 am Wiener Stephansdom

Die meisten der österreichischen Widerstandsgruppen hatten nicht nur die Bekämpfung des nationalsozialistischen Regimes zum Ziel, sondern auch die Loslösung Österreichs vom Deutschen Reich. Vielfach waren die Mittel der Gruppen im politischen Bereich angesiedelt (Propaganda, Organisationsbildung etc.). Der Übergang zwischen Widerstandsaktivitäten und der nachrichtendienstlichen Tätigkeit für die Alliierten war fließend. Aus heutiger Sicht ist gerade der
militärische und geheimdienstliche Einsatz für die Alliierten als wesentlicher Bestandteil des Kampfes der Anti-Hitler-Koalition und des europäischen Widerstandes zu werten. Dieses Ziel verfolgte die Gruppe um Heinrich Maier und Franz Josef Messner (siehe auch Gruppe Maier-Messner-Caldonazzi). Von NS-Gerichten und Gestapo (sowie von heutigen Rechtsextremen) wurde eine solche Kollaboration als „Hoch- oder Landesverrat“ beschimpft.
Kämpferische Gruppen bildeten die Minderheit und waren meist erst nach 1942 aktiv tätig. Für sozialdemokratische, sozialistische und kommunistische Gruppen begann der Widerstand in Illegalität und Exil allerdings schon 1933/34, als diese mit der Installierung des Ständestaates illegalisiert wurden.
Charakteristisch für den Widerstand gegen den Nationalsozialismus in Österreich ist die tiefe parteipolitische Fragmentierung, weswegen man grob zwischen linkem (Sozialisten, Kommunisten) und rechtem (bürgerlichem und katholischem) Widerstand unterscheiden kann. Erst im späteren Verlauf des Krieges und motiviert durch die Moskauer Deklaration kam es zur Ausbildung eines überparteilichen Widerstandes. Neben den einzelnen Gruppierungen, Mitglieder loser Verbindungen wie zum Beispiel der Österreichischen Aktion, gab es auch individuellen Widerstand. Das Dokumentationsarchiv des österreichischen Widerstandes schätzt die Zahl der am Widerstand beteiligten Österreicher auf 100.000.
Aufzählung der diversen Gruppen:
- Überparteiliche Gruppen: O5, Neues freies Österreich
- Bewaffnete Gruppen: Kärntner Slowenen als Kärntner Partisanen (siehe jugoslawische Partisanen) und die Partisanengruppe Leoben-Donawitz; die oft als Partisanen bezeichneten Gruppen im Salzkammergut um Sepp Plieseis oder auch im Ötztal kamen (abgesehen von ihrer politischen Tätigkeit) nicht über die Aufbau- und Bewaffnungsphase hinaus.
- Bewaffneter Widerstand gegen den Anschluss von 1938 war vernachlässigbar, jedoch verhinderte das Batallion Edwin Liwas am Tiroler Fernpass am 12. März 1938 für 24 Stunden den Einmarsch der Wehrmacht an dieser Stelle[70]
- Militärischer Widerstand in der Wehrmacht: Robert Bernardis, Heinrich Kodré, Gruppe um Major Carl Szokoll, Walter Krajnc
- Katholisch-konservatives-bürgerliches Lager: Antifaschistische Freiheitsbewegung Österreichs, die Gruppe Maier-Messner-Caldonazzi, Tiroler Widerstandsbewegung, die beiden „Österreichische Freiheitsbewegung“ genannten großen Gruppen um Roman Karl Scholz und Karl Lederer sowie die Großösterreichische Freiheitsbewegung als Gruppe um Jacob Kastelic, Gruppe um die Österreichische Aktion
- Zahlreiche Priester wie Hermann Kagerer, Johann Gruber, Andreas Rieser, Matthias Spanlang, Konrad Just und Johann Steinbock (Siehe auch Katholische Kirche in Österreich in der Ersten Republik und im Faschismus)
- Die Predigten des Baptisten Arnold Köster mit häufig eingestreuter NS-Kritik
- Legitimistische Widerstandsgruppen: Die Gruppe Burian, die Gruppe Zemljak, die Gruppe Müller-Thanner, die Illegale Österreichische Kaisertreue Front, die Vereinigung katholischer Edelleute in Österreich (1938 verboten, siehe auch Österreichs Adel und der Nationalsozialismus), die Gruppe um Otto von Habsburg
- Andere religiöse Gruppen: Zeugen Jehovas
- Aus der Sozialdemokratie hervorgegangene Gruppen wie die Revolutionären Sozialisten Österreichs (RSÖ) und die Sozialistische Arbeiterhilfe (SAH), welche durch Exilgruppen wie das Auslandsbüro der österreichischen Sozialdemokraten (ALÖS), die Auslandsvertretung der österreichischen Sozialisten (AVOES) und das Austrian Labor Committee Unterstützung erfuhren.
- Kommunistische Partei Österreichs (KPÖ)
- Kommunistischer Jugendverband (KJV)
- Gruppe Soldatenrat (aus KJV hervorgegangen)
- Trotzkistische und unabhängige kommunistische Gruppen wie der Kampfbund zur Befreiung der Arbeiterklasse, die Organisation Gegen den Strom (OG), die Mischlingsliga Wien (Sammelbecken von „Mischlingen“ im Sinne der Nürnberger Gesetze, initiiert von Otto Horn und Otto Ernst Andreasch), die von Karl Hudomalj gegründete Anti-Hitler-Bewegung Österreichs und die Revolutionären Kommunisten Österreichs (RKÖ), Gruppen ehemaliger Spanienkämpfer und Russlandrückkehrer, die Gruppe „Schwarze Front“.
- Kärnten: Katholische, slowenische, sozialistische und kommunistische Widerstandskämpfer wurden von der Gestapo verhaftet, abgeurteilt oder in ein KZ deportiert. In drei spektakulären Prozessen verurteilte Roland Freisler, der Präsident des Volksgerichtshofes, 31 slowenische Angehörige der „grünen Kader“ und kommunistische Widerstandskämpfer zum Tode; sie wurden hingerichtet.
- Steiermark: In der Gegend um den Erzberg gab es verschiedene Widerstandsgruppen. Ziel der Aktionen war vorwiegend die Lahmlegung des Eisenbahnverkehrs und des Frontnachschubs. Die kommunistische Gruppe um die Bergmänner Martin Michelli, Johann Pech, Siegfried Pichler und Alexander Soukup plante unter anderem die Sprengung von Brücken der Erzbergbahn, wurde jedoch Ende 1941 von der Gestapo verhaftet; die meisten Mitglieder wurden zum Tode verurteilt.[71]
- Im Exil:
  - Austrian Democratic Union (August 1941–1945), London[72]
  - 1939 gründete Ernst Karl Winter in New York mit dem „Austrian American Center“ das erste überparteiliche Nationalkomitee. Dieses organisierte regelmäßige Demonstrationen und Aufmärsche und veröffentlichte wöchentliche Publikationen. In den USA gab es als Organisationen weiters die „Austrian American League“ und die „Austrian Action“ mit dem späteren „Austrian National Committee“.
  - Young Austria, Emigrantenorganisation junger Österreicher in Großbritannien
  - Free Austrian Movement, Dachverband für in Großbritannien bestehende österreichische Exilorganisationen
- Überparteilich: Österreichische Freiheitsfront

## Widerstand in besetzten und verbündeten Ländern

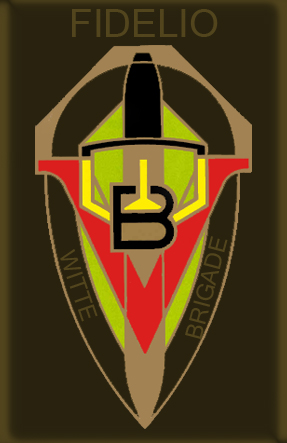
Widerstandsgruppe Witte Brigade

### Belgien
Der belgische Widerstand war vielfältig und begann teilweise direkt nach der Besetzung durch die Deutschen: Es entstand eine breitgefächerte Untergrundpresse, Fluchthilfenetzwerke wurden aufgebaut und große Sabotageaktionen durchgeführt.
Eine der ersten Widerstandsgruppen war De Zwarte Hand, die im Herbst 1941 aufflog: 109 Männer wurden verhaftet und in Gefängnisse und später in ein Lager transportiert. Zwölf der Männer wurden hingerichtet; nur 37 Gruppenmitglieder überlebten bis Kriegsende. Belgische Widerstandsgruppen unterschiedlicher politischer Ausrichtung (Front de l’Indépendance/Onafhankelijkheidsfront, Mouvement National Royaliste/Nationale Koninklijke Beweging, Groupe G (Abk. von Groupe Général de Sabotage de Belgique), Witte Brigade sowie die Armée secrète) sorgten gemeinsam dafür, dass die deutschen Truppen den Antwerpener Hafen vor ihrem Abzug 1944 nicht zerstören konnten. Viele belgische Soldaten und Offiziere schlossen sich der Armée Secrète an. Am 19. April 1943 verübten drei belgische Schulfreunde den Überfall auf den 20. Deportationszug nach Auschwitz.

### Bulgarien
Bulgarien war kein besetztes Land, sondern ein Mitgliedstaat des Dreimächtepakts. Es gab in Bulgarien seit 1941 kleine kommunistische Partisanengruppen. Sie wurden von sowjetischen Agenten organisiert, die mit Fallschirmen absprangen oder von U-Booten angelandet wurden. Sie unternahmen Sabotageakte und Anschläge auf Militärtransporte und Dienststellen. Die kleinen Partisanengruppen wurden von der Armee, Gendarmerie und Polizei, auch mit Unterstützung der deutschen Wehrmacht, bekämpft und weitestgehend in entlegene Gebirgsgebiete zurückgedrängt.

### Dänemark
Als ab dem 1. Oktober 1943 die dänischen Juden in Konzentrationslager deportiert werden sollten, wurde in einer beispiellosen Solidaritätsaktion innerhalb weniger Tage ein Großteil der dänischen Juden versteckt und von dänischen Fischern über die Ostsee ins sichere Schweden gebracht. So wurden 7.220 der 7.800 dänischen Juden und 686 Ehepartner vor den Nationalsozialisten gerettet.

### Frankreich
Die Résistance, als Sammelbegriff für verschiedene politische Gruppierungen, kämpfte jahrelang gegen die Deutschen. Auch Frauen agierten in der Résistance.
1940 entstand die Vereinigung Freies Frankreich unter Charles de Gaulle. Militärisch wurde der Widerstand erst ab den Sommer- und Herbstmonaten 1943 bedeutsam. Die Wehrmacht setzte ab dann auch eigene Truppen zu ihrer Bekämpfung ein. Vorher war dies Aufgabe französischer und deutscher Polizeidienststellen gewesen.
Vor und während der Landung in der Normandie im Juni 1944 zerstörten Résistance-Gruppen oder -einzeltäter Telefonleitungen oder andere Infrastruktureinrichtungen (Näheres hier). Als Vergeltung tötete eine Kompanie der Waffen-SS am 10. Juni 1944 beim Massaker von Oradour 642 Zivilisten. Die Résistance war auch an der Befreiung von Paris im August 1944 beteiligt. Die kapitulierende Wehrmacht übergab die Stadt Colonel Rol, einem der Résistance-Chefs.

### Griechenland

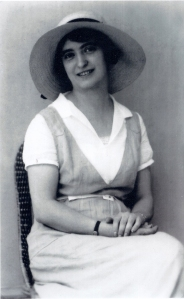
Lela Karagianni

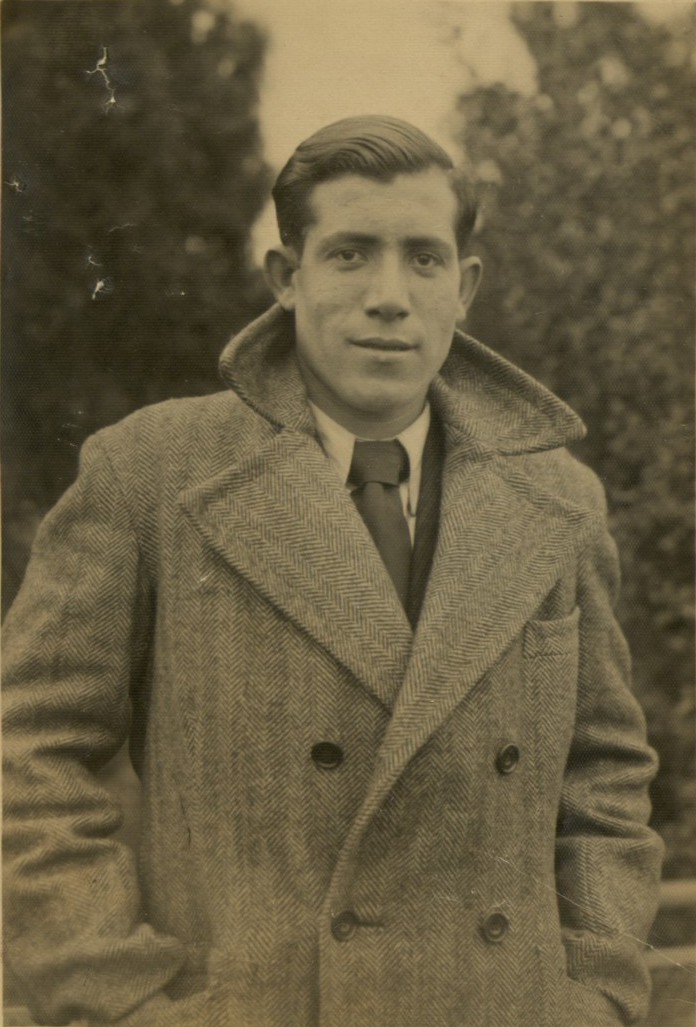
Alberto Errera

Griechische Partisanen begingen Sabotageakte, unternahmen Anschläge auf deutsche Besatzungsdienststellen und Militärtransporte. Als Vergeltung gegen solche Widerstandsaktionen begingen deutsche Soldaten die Massaker in Kalavrita auf dem Peloponnes und in Distomo bei Delphi. Bei der Schlacht um Kreta im Mai 1941 ermordeten deutsche Gebirgsjäger am 23. Mai 1941 im kleinen Bergdorf Floria alle Einwohner, die sie ergreifen konnten, weil sich die Griechen gegen die deutsche Besatzung wehrten und dabei 14 Gebirgsjäger starben. Griechische Mönche versteckten die aus Kreta abziehenden britischen Soldaten im Kloster Preveli an der kretischen Südküste, als diesen bei ihrem Rückzug zu ihren Schiffen von deutschen Fallschirmjägern der Weg abgeschnitten war. Zu den bekanntesten Partisanen Griechenlands zählen die Kämpfer der ELAS und andere Widerstandskämpfer, wie Alberto Errera, Jerzy Iwanow-Szajnowicz, der mit der EDES zusammenarbeitete, Lela Karagianni und der Kommunist Mikis Theodorakis.

### Italien
Der Begriff Resistenza (italienisch für „Widerstand“) bezeichnet die Gesamtheit von Parteien und politischen Bewegungen, die Widerstand gegen den italienischen Faschismus und die nationalsozialistischen Kräfte in Italien leisteten. Diese Kräfte hielten Teile Italiens nach dem alliierten-italienischen Waffenstillstand vom 8. September 1943 besetzt. Wichtigster Kern waren die verschiedenen Formen der Partisanen-Bewegung – Comitato di liberazione nazionale, CLN (Komitee für nationale Befreiung), GAP und SAP.
Als Vergeltung gegen solche Widerstandsaktionen beging die SS Massaker, darunter das Massaker in den Ardeatinischen Höhlen oder das Massaker von Marzabotto.
In der Nachkriegszeit gab es Goldene Tapferkeitsmedaillen für eine Reihe Gemeinden als Ganzes, die diese Partisanen-Bewegung unterstützten. Man rechnet, dass die Gefallenen des italienischen Widerstandes (in Kämpfen oder in Gefangenschaft erschossen) zusammen ca. 44.700 ausmachen; weitere 21.200 blieben verstümmelt und als Invaliden zurück. Der Anteil kämpfender Frauen unter den Partisanen war sehr hoch.
Die Deportation italienischer Juden fand nur in Ansätzen statt. Etwa 10.000 der in Lager deportierten Juden wurden ermordet.

### Luxemburg
Luxemburg wurde zu Beginn des Westfeldzuges gegen Frankreich im Mai 1940 von der Wehrmacht besetzt. Es wurde im August 1942 annektiert. Auch im kleinsten, vom Dritten Reich besetzten und annektierten Nachbarland kam es zu Widerstandsaktionen von Untergrundgruppen wie der Lëtzeburger Patriote Liga (LPL), Lëtzeburger Freihétsbewegong (LFB), Lëtzeburger Freihétskämpfer (LFK), Lëtzeburger Volleks Legio’n (L.V.L.), Lëtzeburger Ro’de Lé’w (L.R.L.), Patriotes Indépendants (PI-Men), Lëtzeburger Freihétsbond (LFB), Alweraje, die sich in D’Unio’n, dem Zusammenschluss der Luxemburger Widerstandsgruppen zusammenfanden.

### Niederlande
Geertruida Wijsmuller-Meier erreichte nach Gesprächen mit Adolf Eichmann in Wien im Dezember 1938, dass bis zum Beginn des Zweiten Weltkriegs 10.000 jüdische Kinder aus Deutschland und Österreich gerettet werden konnten, die mittels sogenannter Kindertransporte über Hoek van Holland nach England ausreisten.
Die erste niederländische Widerstandsgruppe, die „Geuzen“, wurde am 15. Mai 1940, dem Tag der niederländischen Kapitulation vor Hitler-Deutschland, gegründet. Ein paar Tage später entstand die kommunistische Widerstandsbewegung. Auch demobilisierte Offiziere bildeten schnell eine Gruppe, „Ordedienst“ (OD) genannt, mit dem selbst gesteckten Ziel, ein möglicherweise entstehendes vorübergehendes Machtvakuum zu verhindern. Viele Mitglieder dieser Organisation nutzen ihr Netzwerk auch schon früh zum Leisten von effektivem Widerstand. Der niederländische Widerstand war vor allem gewaltfrei.
Im November 1940 kündigten die Besatzer ein Berufsverbot für Juden an. Das führte in den Universitäten Delft und Leiden zu kurzen Streiks von Studenten und einigen Mitarbeitern. Der Februarstreik im Februar 1941 in Amsterdam und Nordholland war eine im besetzten Europa einzigartige Reaktion auf die ersten Judendeportationen in den Niederlanden. An dem von Kommunisten organisierten zweitägigen Streik nahmen ungefähr 40.000–50.000 Menschen teil.
Niederländische Partisanen versteckten Juden aus den Niederlanden und Deutschland (zum Beispiel Anne Frank oder Edith Stein), ebenso Niederländer, die vor dem Arbeitsdienst oder Arbeitseinsatz untertauchten, geflüchtete Kriegsgefangene (insbesondere abgeschossene Besatzungen alliierter Flugzeuge) oder verhalfen ihnen zur Flucht über den Ärmelkanal, über Gibraltar oder über die Schweiz, sie versteckten deutsche Wehrmachtsdeserteure, übermittelten den Alliierten in Großbritannien Informationen über Umfang, Zustand und Lage deutscher Verbände der Wehrmacht, insbesondere deren Vorbereitung der geplanten Invasion Großbritanniens, und verübten Anschläge auf deutsche Besatzungsdienststellen und Militärtransporte.
Bald entstanden auch illegale Zeitschriften, insgesamt 1100. Einige dieser Ausgaben, Zeitungen wie Het Parool, Trouw und die Wochenzeitung Vrij Nederland, existieren noch heute.
Der Bankier Walraven van Hall zahlte ein regelmäßiges Tagegeld für Widerstandskämpfer und Zehntausende anderer Bürger. Die Abteilung hatte auf ihrem Höhepunkt 2000 illegal Beschäftigte.
Der April-Mai-Streik fand vor allem im Osten des Landes im April und Mai 1943 statt, als demobilisierte niederländische Soldaten erneut festgenommen wurden. Dabei starben 90 Zivilisten.
Am 17. September 1944 rief die niederländische Regierung zu einem Generalstreik der Eisenbahn auf, um die alliierte Operation Market Garden zu unterstützen. Die Alliierten wollten via Arnheim nach Deutschland entlang der nördlichen Spitze des Westwalls vorstoßen.
Laut dem Niederländischen Institut für Kriegsdokumentation (NIOD) versteckten die Niederländer auf dem Höhepunkt des Widerstandes 350.000 Menschen. Diese Leute wurden von mehr als 500.000 Menschen unterstützt – von bis zu einem Zehntel der damaligen Bevölkerung. Unter den Versteckten befanden sich 25.000 Juden. Insgesamt 5.200 Niederländer wurden von Yad Vashem als Gerechte unter den Völkern ausgezeichnet. Die Niederlande haben damit laut Yad Vashem den höchsten Anteil an Ausgezeichneten unter den besetzten Ländern.
Das kleine Dorf Nieuwlande in Drente beschloss eine Quotenregelung für Flüchtlinge einzurichten. Daher erhielt nach dem Krieg das ganze Dorf von Yad Vashem eine Auszeichnung für die Rettung von Juden. Auch die Widerstandsgruppe „NV“, die jüdische Kinder rettete, erhielt diese Auszeichnung.
In der niederländischen Grenzprovinz Limburg hatten Juden eine größere Überlebenschance als im übrigen Land. Es befanden sich dort sogar, durch den Zustrom von außerhalb, am Ende des Krieges mehr Juden als am Anfang.
Die niederländische Exil-Regierung in London half bei der Gründung einer Stiftung, des Nationaal Steunfonds aus Staatsanleihen und niederländischen Spenden, mit dem sie die verschiedenen Aktivitäten des niederländischen Widerstands von London zu unterstützen versuchte.
Zu diesem Widerstand gehörte die Ende 1942 gegründete Landelijke Organisatie voor Hulp aan Onderduikers (LO), die landesweit Untergetauchten mit falschen Papieren, Lebensmittelrationierungsmarken, Geld und Verstecken zu helfen versuchte. In Aalten, unweit von Bocholt, wurde 2005 das Nationaal Onderduikmuseum eingerichtet, das die groteske zeitweilige Situation erfahrbar macht, als im selben Haus im Erdgeschoss die Ortskommandantur und unter dem Dach Untergetauchte untergebracht waren. Mit einer damaligen Bevölkerung von 10.000 Leuten versteckten die Aalter im Laufe der Zeit 2.500 Menschen.
Auch der bewaffnete Widerstand hat sich im Laufe der Besatzungszeit immer stärker organisiert. Die entstandenen lokalen Kampfgruppen (K. P. oder „Knokploegen“) schlossen sich zur L.K.P. zusammen. Sie waren ein Teil der oben genannten Organisation für Hilfe an Untergetauchte. Sie konzentrierten sich auf die Beschlagnahme von Ausweisen und Lebensmittelkarten.
Allmählich wurden die Angriffe gewalttätiger. Es kam zu Befreiungsaktionen verhafteter Widerständler, ein Dutzend Mal mit spektakulärem Erfolg. Beispielsweise wurden bei einer solchen Aktion in Maastricht 80 Gefangene befreit.
Eine wichtige Rolle im Widerstand, so beim Februarstreik, spielte bis zu ihrer Zerschlagung im April 1942 die Marx-Lenin-Luxemburg-Front (MLL-Front) um Henk Sneevliet, Willem Dolleman und Ab Menist, die alle am 12. April 1942 von den deutschen Besatzern hingerichtet wurden. Die MLL-Front unterschied sich von den meisten anderen Widerstandsgruppen dadurch, dass sie eine Zusammenarbeit mit von ihr als monarchistisch oder imperialistisch eingeschätzten Kräften ablehnte. Die MLL-Front verfügte über etwa 500 feste Mitglieder und gab vierzehntäglich die viel gelesene Untergrundzeitung Spartacus in einer Auflage von etwa 5000 Exemplaren heraus.
Der niederländische Autor Maarten ’t Hart beschäftigt sich in seinen Romanen Das Wüten der ganzen Welt und Die Netzflickerin mit dem niederländischen Widerstand.
Ein Beispiel von Widerstand gegen den Nationalsozialismus auf der Insel Schouwen-Duiveland in Zeeland sind die Zehn von Renesse.

### Norwegen

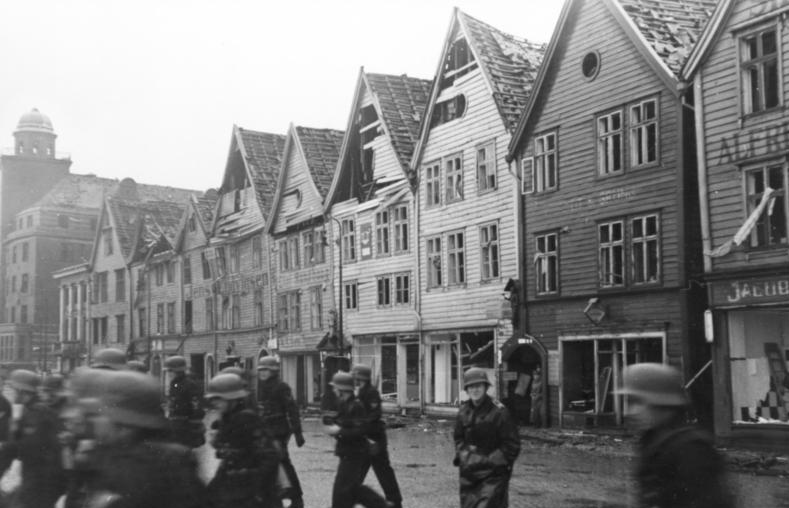
Beschädigte Gebäude und deutsche Soldaten in Bergen, nach Explosion des Munitionsschiffs Vorboode am 20. April 1944 (Quelle: Bundesarchiv)

Im Mai 1941 wurde die norwegische Widerstandsorganisation Milorg gegründet. Der norwegische Widerstand verhalf Juden zur Flucht nach Schweden und übermittelte den Alliierten in Großbritannien Informationen über Umfang, Zustand und Lage deutscher Verbände der Wehrmacht, insbesondere der Marine.
Das letzte große deutsche Schlachtschiff Tirpitz wurde mit Hilfe des norwegischen Widerstands im Karrfjord am 22. September 1943 mit britischen Mini-U-Booten angegriffen (die Norweger hatten herausgefunden, dass die U-Boot-Horchgeräte am Grund des Fjords an diesem Tag wegen Wartungsarbeiten abgeschaltet wurden) und 1944 in Tromsø von britischen Bombern mit einer besonderen Bombe, der Tallboy, versenkt. Die in Deutschland bekannteste Angehörige des norwegischen Widerstands dürfte Rut Bergaust sein, die hierbei ihren späteren Ehemann, den deutschen Exilanten Willy Brandt, kennenlernte.

### Polen
Nach der Kapitulation des regulären polnischen Heeres im Oktober 1939 beteiligten sich zwischen November 1939 und Mai 1945 nachweislich über 450.000 Männer und Frauen aktiv bei der Rettung von jüdischen Mitbürgern oder an Partisanenaktionen gegen die deutsche Besatzung. Sie führten ihre Kampfhandlungen, Spionagemaßnahmen und Sabotageakte insbesondere im Rahmen folgender Untergrundorganisationen aus:
- Polnische Heimatarmee, unter anderem im Warschauer Aufstand
- Geheime Polnische Armee
- Polnische Volksarmee und Volksgarde, beide kommunistisch geprägt
- Nationale Streitkräfte und Eidechsenbund, katholisch-nationalistisch geprägt
- Jüdische Kampforganisation und Jüdischer Militärverband, größtenteils im Warschauer Ghetto (siehe auch Żegota)
- Bauernbataillone, vor allem im Osten Polens
- Bewaffnetes Pfadfinderbataillon

Als wichtige Akteure im Engagement gegen den von den deutschen Besatzern in Polen verübten Holocaust gelten über dies Jan Karski und Witold Pilecki.

### Tschechien

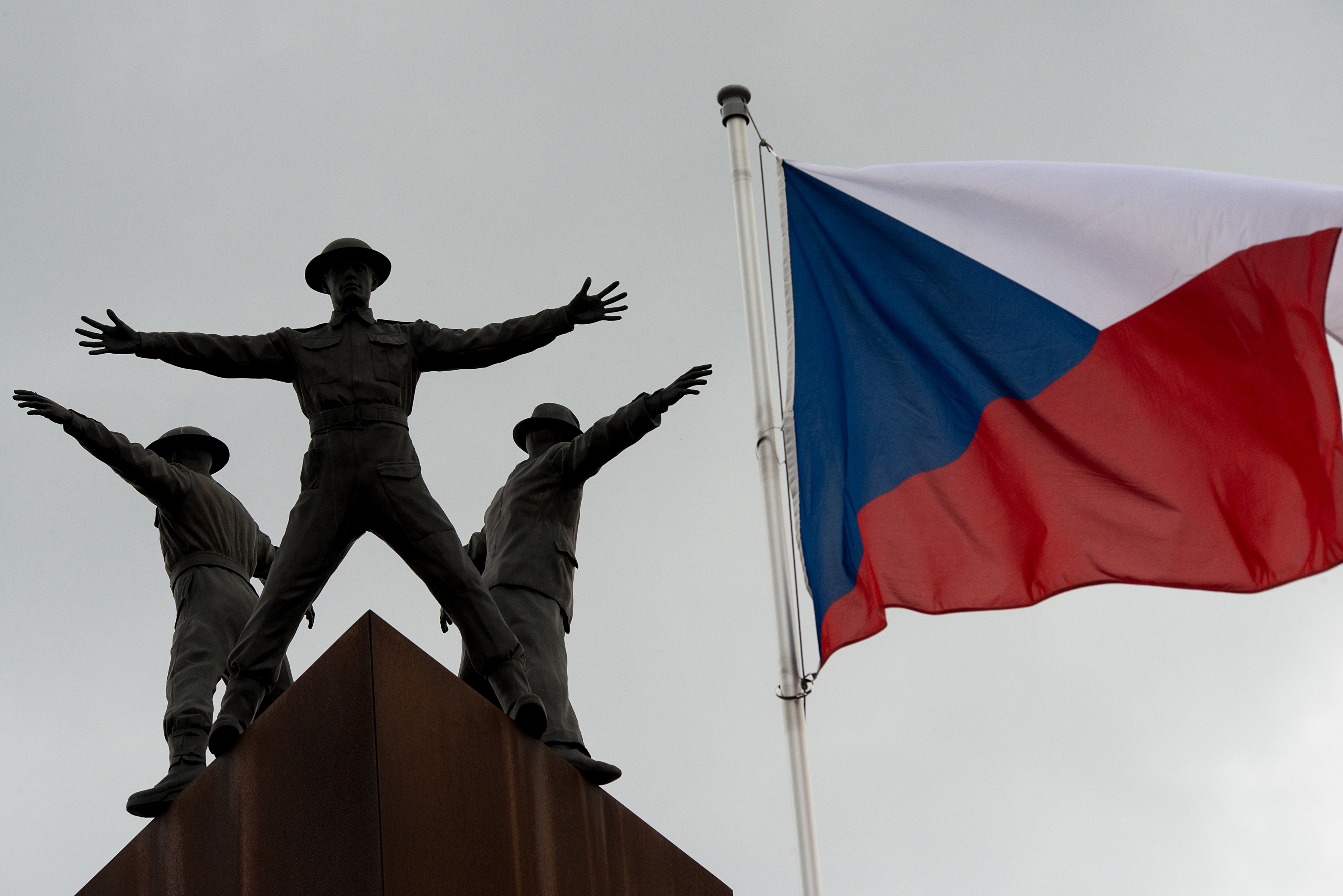
Monument zum Gedenken an die Operation Anthropoid, 2009

Anfang 1940 gründeten die größten drei nicht-kommunistischen Widerstandsgruppen im Protektorat Böhmen und Mähren die Dachorganisation ÚVOD zur Koordination des Widerstands und der Nachrichtenverbindung zur Exilregierung in London. Durch Verhaftungen und Hinrichtungen der Mitglieder kam die Tätigkeit des ÚVOD bis Ende 1942 praktisch zum Erliegen.
Im Mai 1942 verübten zwei tschechische Soldaten der Exilarmee, die Ende 1941 bei Pilsen mit Fallschirmen von einem britischen Bomber abgesprungen und in den folgenden Monaten in Prag untergetaucht waren, dort ein Handgranaten- und Maschinenpistolenattentat auf den höchsten SS-Machthaber in Tschechien, Reinhard Heydrich. Die Aktion lief unter dem Decknamen Operation Anthropoid. Heydrich erlag einige Tage später seinen Verletzungen. Als Vergeltung wurden alle erwachsenen Männer, viele Frauen und die meisten Kinder aus Lidice ermordet, ebenso wurden fast alle Einwohner aus Ležáky brutal getötet. Beide Ortschaften wurden vollständig zerstört, weil man annahm, die Einwohner hätten den Attentätern Unterschlupf gewährt.
Im Juni 1942 formierte General Ludvík Svoboda ein tschechoslowakisches Infanteriebataillon, aus dem eine Brigade wurde.

### Slowakei
Im Spätsommer/Herbst 1944 kam es in der Slowakei zum Slowakischen Nationalaufstand. Kommunistische Partisanen kämpften gemeinsam mit Teilen der slowakischen Armee gegen das Regime des deutschen Satellitenstaates unter dem Präsidenten und Führer Jozef Tiso.
Den 2.500 Partisanen standen 50.000 deutsche Soldaten (einschließlich Waffen-SS und deren Dirlewanger-Brigade), die Bereitschaftseinheiten der Hlinka-Garde und 14.500 Soldaten der slowakischen Armee gegenüber. Am 27. Oktober 1944 wurde der Widerstand gebrochen, bei den anschließenden „Säuberungen“ kam es zu Massakern und gewalttätigen Übergriffen an den Partisanen, aber auch an der slowakischen Zivilbevölkerung.

### Sowjetunion
Der Deutsch-Sowjetische Krieg, in der Sowjetunion als Großer Vaterländischer Krieg bezeichnet, war die Mobilisierung großer Teile der sowjetischen Bevölkerung gegen die Eindringlinge im Zusammenhang mit dem Krieg. Neben der Roten Armee, die an der Front gegen die Eindringlinge kämpfte, gab es in den besetzten Gebieten hinter der deutschen Front eine breite Partisanenbewegung. Zugleich war jede Unterstützung der Rüstung und der Roten Armee im nicht besetzten Hinterland patriotischer Einsatz (auch wenn die KPdSU als Partei nicht unterstützt wurde).

### Ungarn
Die Rettung von Zehntausenden Budapester Juden erfolgte nicht durch den Reichsverweser Miklós Horthy, sondern vor dem Hintergrund eines gesellschaftlichen Konsenses in dieser Frage.
Von den 825.000 Personen, die in Ungarn innerhalb der Grenzen von 1941 bis 1945 lebten und als Juden angesehen wurden, kamen im Holocaust etwa 565.000 ums Leben, während 260.000 die Kriegsjahre überlebten (siehe Geschichte der Juden in Ungarn#Der Holocaust in Budapest).
Im Juni 1944 veröffentlichten Medien (Zeitungen, Zeitschriften, Rundfunk) in neutralen und in alliierten Staaten Einzelheiten über das Schicksal der ungarischen Juden. In der Folge setzten sich zahlreiche Persönlichkeiten, darunter ungarische protestantische Bischöfe sowie der ungarische Primas Jusztinián György Serédi, bei Horthy für die Einstellung der Deportationen ein. Diese Interventionen führten dazu, dass am 8. Juli die Einstellung der Deportationen beschlossen wurde, der Heinrich Himmler Ende Juli ebenfalls zustimmte.
Im August schien sich die Lage zunächst zu bessern, als die Regierung unter Sztójay von Horthy entlassen wurde und durch eine weniger deutschfreundliche Regierung unter General Géza Lakatos ersetzt wurde. Lakatos blieb jedoch nur im Amt, bis am 15. Oktober die faschistische Pfeilkreuzlerpartei unter Ferenc Szálasi die Macht ergriff. Adolf Eichmann – am 24. August aus Budapest abgereist – kehrte am 17. Oktober zurück und nahm die Maßnahmen zur Deportation der Budapester Juden wieder auf. Später wurden diese unmöglich, weil sowjetische Truppen Budapest eingeschlossen hatten.
Einige Bemühungen neutraler Staaten zur Rettung von Budapester Juden erwiesen sich als erfolgreich: Bis Ende Oktober 1944 wurden durch den salvadorianischen Konsulatssekretär George Mandel-Mantello über 1.600 Schutzpässe ausgestellt. Weitere Tausende von Schutzbriefen wurden ausgestellt von den Schweizer Diplomaten Carl Lutz, Harald Feller und Friedrich Born, dem schwedischen Diplomaten Raoul Wallenberg, dem spanischen Diplomaten Ángel Sanz Briz (unterstützt vom italienischen Geschäftsmann Giorgio Perlasca) sowie vom Apostolischen Nuntius Angelo Rotta. Etwa Ende 1944 standen etwa 33.000 Budapester Juden unter diplomatischem Schutz neutraler Staaten oder des IKRK.

## Persönlichkeiten, die den Widerstand trugen

### Überblick
- Liste von Widerstandskämpfern gegen den Nationalsozialismus
- Personen des 20. Juli 1944
- Personen der „Roten Kapelle“
- In Yad Vashem, einem bedeutenden Dokumentationszentrum und Museum in Israel, wurde eine Allee von Bäumen zu Ehren derjenigen Gojim (Nichtjuden) gepflanzt, die unter Einsatz ihres Lebens Juden zu retten versuchten: der Wald der „Gerechten unter den Völkern“ (hebr.: חסיד אומות העולם).

### Untertauchen und Verstecken inländischer Flüchtlinge
Das Untertauchen von jüdischen Bewohnern während der Zeit des Nationalsozialismus und das Verstecken dieser Personen zur Rettung vor der Deportation war auch für ihre Helfer sehr riskant und muss als individuelle Widerstandshandlung gewertet werden. Im besetzten Polen stand darauf die Todesstrafe.
Das Untertauchen einer Person in einem von Kriegswirtschaft geprägten Land ist ein technisch sehr schwieriges Verhalten. Lebensmittel waren nicht auf dem freien Markt erhältlich, sondern nur gegen Abschnitte von Lebensmittelkarten, die eine Bezugsberechtigung und deren Überprüfung voraussetzten. Das Mitsichführen von Gepäck konnte bei Kontrollen sofort Verdacht auslösen – wurde das eigene Gepäck zurückgelassen, bestand die Gefahr, es durch einen plötzlich notwendigen Wechsel des illegalen Übernachtungsplatzes zu verlieren. Der länger als übliche Aufenthalt in einer Gaststätte, Bibliothek oder einem Kino konnte Nachfragen zur Identität auslösen. Das zufällige Zusammentreffen mit Personen, die vom Verschwinden wussten und die zugleich potentielle Unterstützer der NS-Regierung waren, musste möglichst vermieden werden. Das Wissen um diese Gefährdungen war sicher ein hoher Stressfaktor. Die Gestapo versuchte gezielt Spitzel in solche Netzwerke einzuschleusen (Berlin – Februar 1943; zum Beispiel Stella Goldschlag).

### International
- Jean Cardoen, Ulrich Schneider (Hrsg.): Antifaschistischer Widerstand in Europa 1922–1945. Mit einem Vorwort von Manolis Glezos. Papyrossa-Verlag, Köln 2015, ISBN 978-3-89438-589-7.
- Andreas G. Graf (Hrsg.): Anarchisten gegen Hitler. Anarchisten, Anarcho–Syndikalisten, Rätekommunisten in Widerstand und Exil. Lukas–Verlag, Berlin 2001, ISBN 3-931836-23-1.
- Florence Hervé: „Wir fühlten uns frei“. Deutsche und französische Frauen im Widerstand. Klartext Verlag, Essen 1997, ISBN 3-88474-536-0.
- Florence Hervé (Hrsg.): Mit Mut und List. Europäische Frauen im Widerstand gegen Faschismus und Krieg. Papy Rossa Verlag, Köln 2020, ISBN 978-3-89438-724-2.
- Florence Hervé (Hrsg.): „Ihr wisst nicht, wo mein Mut endet“. Europäische Frauen im Widerstand gegen Faschismus und Krieg. PapyRossa Verlag, Köln 2024, ISBN 978-3-89438-821-8.
- Stephan Lehnstaedt: Der vergessene Widerstand. Jüdinnen und Juden im Kampf gegen den Holocaust. C.H. Beck, München 2025, ISBN 978-3-406-83030-3.
- Allan Merson: Communist resistance in Nazi Germany. Lawrence and Wishart, London 1985, ISBN 0-391-03366-2; deutsche Übersetzung: Kommunistischer Widerstand in Nazideutschland. Pahl-Rugenstein, Bonn 1999, ISBN 3-89144-262-9; Neuauflage: Neue Impulse Verlag, Essen 2020, ISBN 978-3-96170-011-0.

### Deutschland

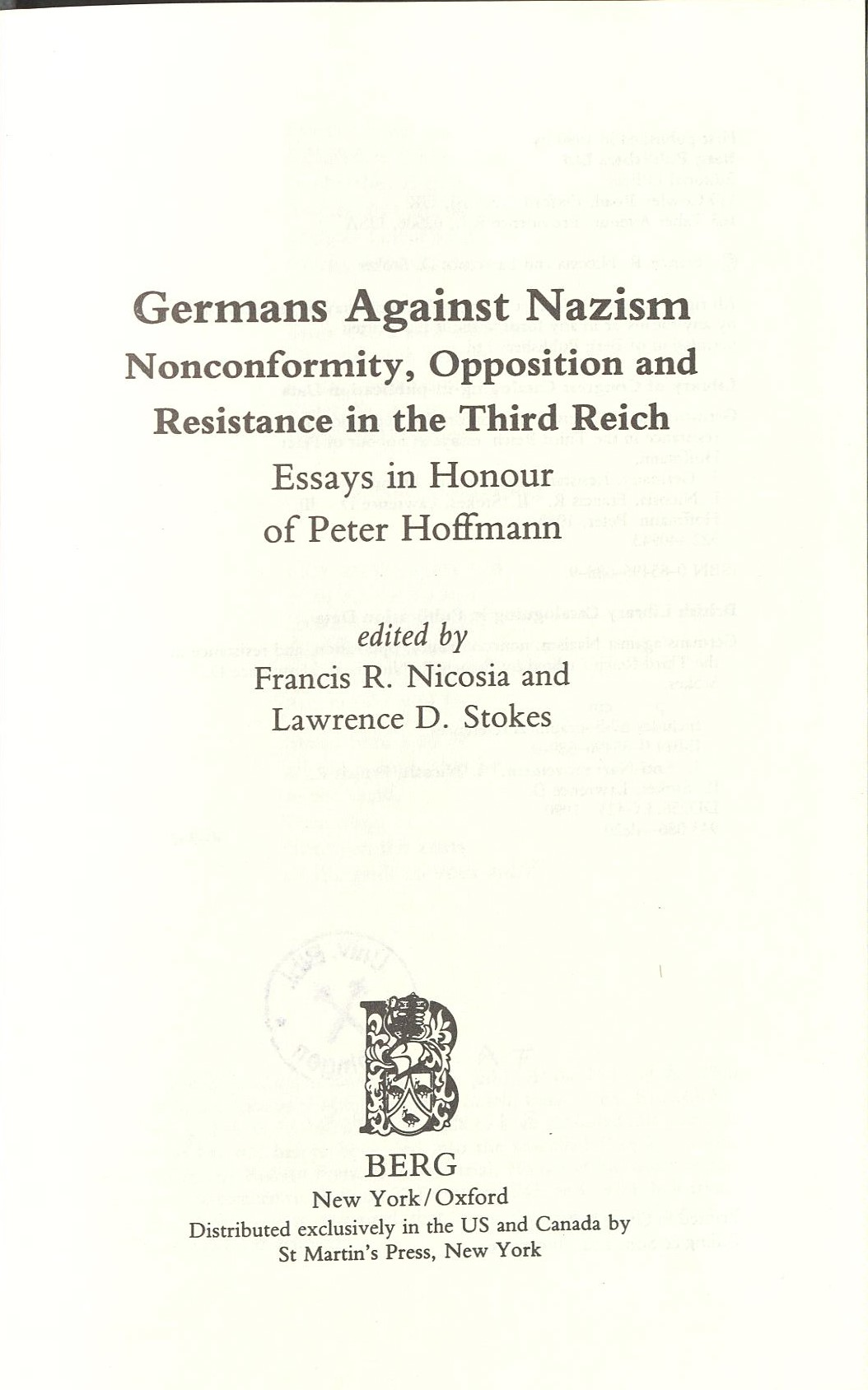
Festschrift für Peter Hoffmann (1990)

- Rudolph Bauer: Waren damals alle Feiglinge? 1933 bis 1945 zwischen Trier und Koblenz. Kliomedia, Trier 2009, ISBN 978-3-89890-139-0.
- Wolfgang Benz, Walter H. Pehle (Hrsg.): Lexikon des deutschen Widerstandes. 2., durchges. Auflage. S. Fischer, Frankfurt am Main 1994, ISBN 3-10-005702-3.
- Ulrich Cartarius: Opposition gegen Hitler. Deutscher Widerstand 1933–1945. Siedler, Berlin 1984, ISBN 3-88680-110-1.
- Hans Coppi, Stefan Heinz (Hrsg.): Der vergessene Widerstand der Arbeiter. Gewerkschafter, Kommunisten, Sozialdemokraten, Trotzkisten, Anarchisten und Zwangsarbeiter. Dietz, Berlin 2012, ISBN 978-3-320-02264-8.
- Christof Dipper: Der deutsche Widerstand und die Juden. In: Geschichte und Gesellschaft, Heft 3, Jg. 9, 1983 ISSN 0340-613X S. 349–380, Zugl. Habil. Univ. Trier 1980.
- Allen Dulles: Verschwörung in Deutschland. Mit einem Nachwort des Übersetzers Wolfgang von Eckardt. Europa Verlag, Zürich 1948. Ersterscheinen unter dem Titel Germanys Underground. Macmillan, New York 1947.
- Joachim Fest: Staatsstreich. Der lange Weg zum 20. Juli. Siedler, Berlin 1994, ISBN 3-88680-539-5.
- Hans-Joachim Fieber (Hrsg.): Widerstand in Berlin gegen das NS-Regime 1933 bis 1945. Ein biografisches Lexikon. Trafo Verlag, Berlin 2006, ISBN 3-89626-350-1.
- Jan Foitzik: Zwischen den Fronten. Zur Politik, Organisation und Funktion linker politischer Kleinorganisationen im Widerstand 1933 bis 1939/1940. Verlag Neue Gesellschaft, Bonn 1986, ISBN 3-87831-439-6.
- Frauke Geyken: Wir standen nicht abseits. Frauen im Widerstand gegen Hitler. C. H. Beck, München 2014, ISBN 978-3-406-65902-7.
- Hermann Graml (Hrsg.): Widerstand im Dritten Reich – Probleme, Ereignisse, Gestalten. Fischer TB, Frankfurt 1994, ISBN 3-596-12236-8.
- Christiane Goldenstedt: Albert Goldenstedt – Ein Delmenhorster im antifaschistischen Widerstand (= Oldenburger Studien, Band 89). Oldenburg 2019, Isensee Verlag, ISBN 978-3-7308-1552-6.
- Peter Claus Hartmann: Kampf und Widerstand: Münchner Katholiken gegen Hitler 1922–1945. Schnell & Steiner, Regensburg 2018, ISBN 978-3-7954-3405-2.
- Ulrich von Hassell: Vom Anderen Deutschland – Aus den nachgelassenen Tagebüchern 1938–1944 (= Fischer Bücherei, Bd. 605). Frankfurt am Main 1964.
- Raimund Herder, Philipp von Boeselager: Wege in den Widerstand gegen Hitler. Verlag Herder, Freiburg 2009, ISBN 978-3-451-06097-7.
- Stefan Heinz, Siegfried Mielke (Hrsg.): Funktionäre des Einheitsverbandes der Metallarbeiter Berlins im NS-Staat. Widerstand und Verfolgung (= Gewerkschafter im Nationalsozialismus. Verfolgung – Widerstand – Emigration, Band 2). Metropol Verlag, Berlin 2012, ISBN 978-3-86331-062-2.
- Peter Hoffmann: Widerstand, Staatsstreich, Attentat – Der Kampf der Opposition gegen Hitler. 4. neubearbeitete und ergänzte Ausgabe. Piper, München 1985, ISBN 3-492-00718-X.
- Michael Kißener (Hrsg.): Widerstand gegen die Judenverfolgung. Univ.-Verl. Konstanz 1996, ISBN 3-87940-511-5.
- Linda von Keyserlingk-Rehbein: Nur eine »ganz kleine Clique«? Die NS-Ermittlungen über das Netzwerk vom 20. Juli 1944. Lukas-Verlag, Berlin 2018, ISBN 978-3-86732-303-1
- Michael Kißener, Harm-Hinrich Brandt, Wolfgang Altgeld (Hrsg.): Widerstand in Europa – Zeitgeschichtliche Erinnerungen und Studien. Universitätsverlag Konstanz, 1995, ISBN 3-89669-850-8.
- Manuel Limbach: Bürger gegen Hitler. Vorgeschichte, Aufbau und Wirken des bayerischen »Sperr-Kreises«. Vandenhoeck & Ruprecht, Göttingen 2019, ISBN 978-3-525-31071-7 (= Schriftenreihe der Historischen Kommission bei der Bayerischen Akademie der Wissenschaften, Band 102).
- Frank McDonough: Opposition and Resistance in Nazi Germany (= Cambridge Perspectives in History). Cambridge University Press, 2001, ISBN 0-521-00358-X.
- Helmut Moll (Hrsg.): Zeugen für Christus. Das deutsche Martyrologium des 20. Jahrhunderts. Im Auftrag der deutschen Bischofskonferenz, Paderborn 1999. Zahlreiche Neuauflagen, zuletzt in der 6. Auflage, ISBN 978-3-506-78080-5.
- Helmut Moll: Die katholischen deutschen Martyrer des 20. Jahrhunderts. Ein Verzeichnis. Paderborn u. a., 4. Auflage 2005, ISBN 3-506-75777-6.
- Helmut Moll: Martyrium und Wahrheit. Zeugen Christi im 20. Jahrhundert. (Weilheim-Bierbronnen 2005; 5., durchgesehene Auflage 2012), ISBN 3-928273-74-4.
- Hans Mommsen: Alternative zu Hitler. Studien zur Geschichte des deutschen Widerstandes. C. H. Beck, München 2000, ISBN 3-406-45913-7.
- Siegfried Mielke, Stefan Heinz (Hrsg.), Marion Goers (Mitarb.): Funktionäre des Deutschen Metallarbeiterverbandes im NS-Staat. Widerstand und Verfolgung (= Gewerkschafter im Nationalsozialismus. Verfolgung – Widerstand – Emigration. Band 1). Metropol, Berlin 2012, ISBN 978-3-86331-059-2.
- Siegfried Mielke, Stefan Heinz (Hrsg.), Julia Pietsch (Mitarb.): Emigrierte Metallgewerkschafter im Kampf gegen das NS-Regime (= Gewerkschafter im Nationalsozialismus. Verfolgung – Widerstand – Emigration. Band 3). Metropol, Berlin 2014, ISBN 978-3-86331-210-7.
- Siegfried Mielke, Stefan Heinz: Eisenbahngewerkschafter im NS-Staat. Verfolgung – Widerstand – Emigration (1933–1945) (= Gewerkschafter im Nationalsozialismus. Verfolgung – Widerstand – Emigration. Band 7). Metropol, Berlin 2017, ISBN 978-3-86331-353-1.
- Ger van Roon: Widerstand im Dritten Reich. Ein Überblick. C. H. Beck, München 1979, ISBN 3-406-06791-3.
- Karl Heinz Roth, Angelika Ebbinghaus: Rote Kapellen, Kreisauer Kreise, Schwarze Kapellen: Neue Sichtweisen auf den deutschen Widerstand gegen die NS-Diktatur. vsa, Hamburg 2004, ISBN 3-89965-087-5.
- Hans Rothfels: Die deutsche Opposition gegen Hitler. Eine Würdigung. Manesse, Frankfurt am Main 1949 (Neuauflage 1994, ISBN 3-7175-8208-9). Ersterscheinen in englischer Sprache:
- The German opposition to Hitler, an appraisal. H. Regnery, Hinsdale, Illinois, 1948.
- Hans-Rainer Sandvoß: Berlin war nicht nur Zentrum des NS-Terrors, sondern auch des Widerstandes. In: Susanne Kähler/Wolfgang Krogel (Hrsg.): Der Bär von Berlin. Jahrbuch des Vereins für die Geschichte Berlins. 65. Jahrgang, Berlin 2016, S. 195–208.
- Jürgen Schmädeke, Peter Steinbach: Der Widerstand gegen den Nationalsozialismus. Die deutsche Gesellschaft und der Widerstand gegen Hitler. Historische Kommission zu Berlin/Gedenkstätte Deutscher Widerstand (Hrsg.). Piper Verlag, München/Zürich 1985, ISBN 3-492-02988-4.
- Ulrich Schneider (Historiker): Arbeiterwiderstand im Dritten Reich. PapyRossa Verlag, Köln 2024, ISBN 978-3-89438-828-7.
- Peter Steinbach (Hrsg.): Lexikon des Widerstandes 1933–1945. C. H. Beck, München 1994, ISBN 3-406-37451-4.
- Peter Steinbach, Johannes Tuchel (Hrsg.): Widerstand gegen die nationalsozialistische Diktatur 1933–1945. Lukas-Verlag, Berlin 2004, ISBN 3-936872-37-6.
- Gerd R. Ueberschär (Hrsg.): Handbuch zum Widerstand gegen Nationalsozialismus und Faschismus in Europa 1933/1939 bis 1945. De Gruyter, Berlin/New York 2011, ISBN 978-3-598-11767-1.
- Gerd R. Ueberschär (Hrsg.): Der deutsche Widerstand gegen Hitler. Wahrnehmung und Wertung in Europa und den USA. Wissenschaftliche Buchgesellschaft, Darmstadt 2002, ISBN 3-534-13146-0.
- Axel Ulrich: Politischer Widerstand gegen das „Dritte Reich“ im Rhein-Main-Gebiet. 4. Auflage. Thrun-Verlag, Wiesbaden 2015, ISBN 978-3-9809513-2-6.
- Rüdiger von Voss (Hrsg.): Der Geist des Widerstands. Schriftsteller – Philosophen – Historiker – Staatsrechtler. Reden zum 20. Juli 1944. August Dreesbach Verlag, München 2014, ISBN 978-3-944334-22-6.
- Günther Weisenborn (Hrsg.): Der lautlose Aufstand. Bericht über die Widerstandsbewegung des Deutschen Volkes 1933–1945. Nach dem Material von Ricarda Huch. Mit einer Einleitung von Martin Niemöller. Rowohlt Verlag, Hamburg 1953.
- Widerstand in Berlin von 1933 bis 1945. Schriftenreihe. Hrsg. von der Gedenkstätte Deutscher Widerstand, Berlin 1983 ff., 14 Bände.
- Fritz Wüllner: Die NS-Militärjustiz und das Elend der Geschichtsschreibung. Ein grundlegender Forschungsbericht. Baden-Baden 1996.
- Wissenschaftliche Zeitschrift des Studienkreises Deutscher Widerstand 1933–1945: Belgien, Niederlande, Luxemburg. Besatzung – Kollaboration – Widerstand, Nr. 91, Mai 2020, 45. Jg., ISSN 0938-8672 (letzte Ausgabe).
- Zeitschrift für Geschichtswissenschaft, 42, 1994, Heft 7. (online (Memento vom 10. November 2011 im Internet Archive), PDF, 353 kB; Themenheft mit Vorträgen der Tagung „Das andere Deutschland. Der Widerstand gegen den Nationalsozialismus. Mythos und Vermächtnis“. Potsdam, 23.–24. Juni 1994).